# Peugeot

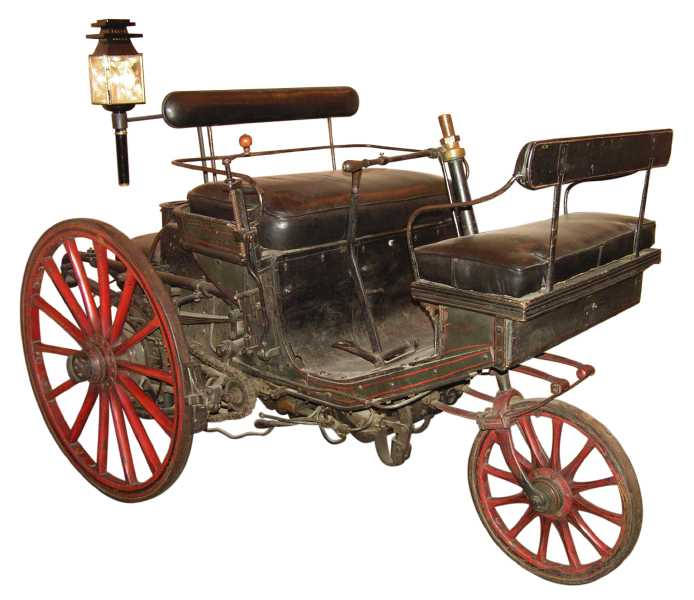
Peugeot Type 1 uit 1889, de eerste en laatste stoomaangedreven Peugeot

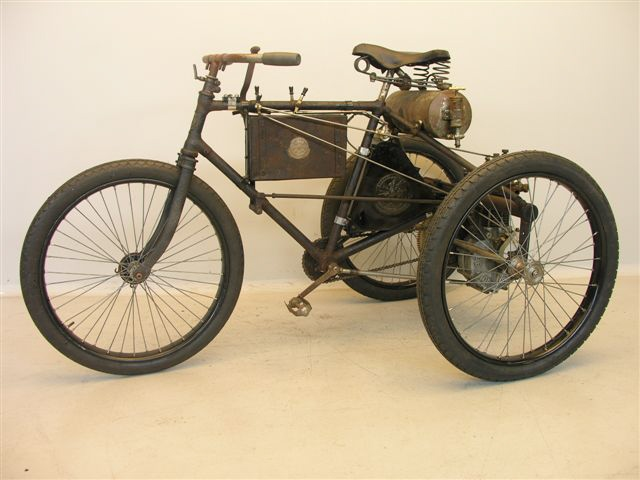
Deze Tricycle uit 1900 zou men gemakkelijk voor een De Dion-Bouton-product kunnen aanzien. Het is een Peugeot met een De Dion-motorblok. De introductie veroorzaakte een verwijdering tussen Eugène en Armand Peugeot

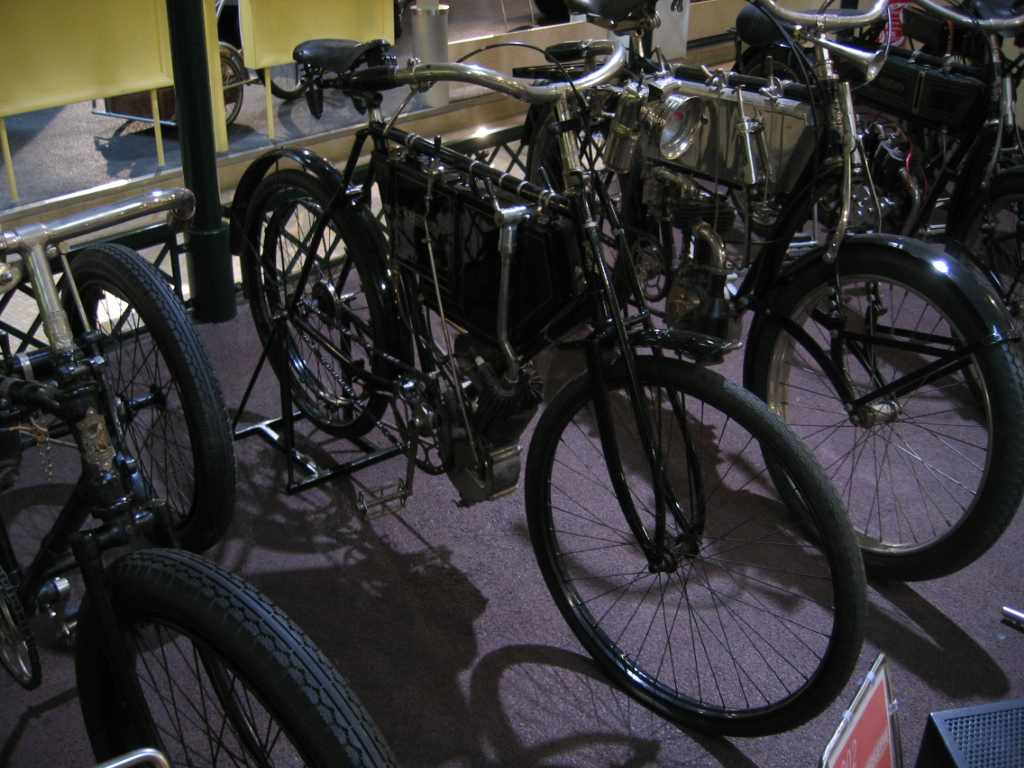
Motobicyclette uit 1902, nog met de clip-on motor vóór de trapperas

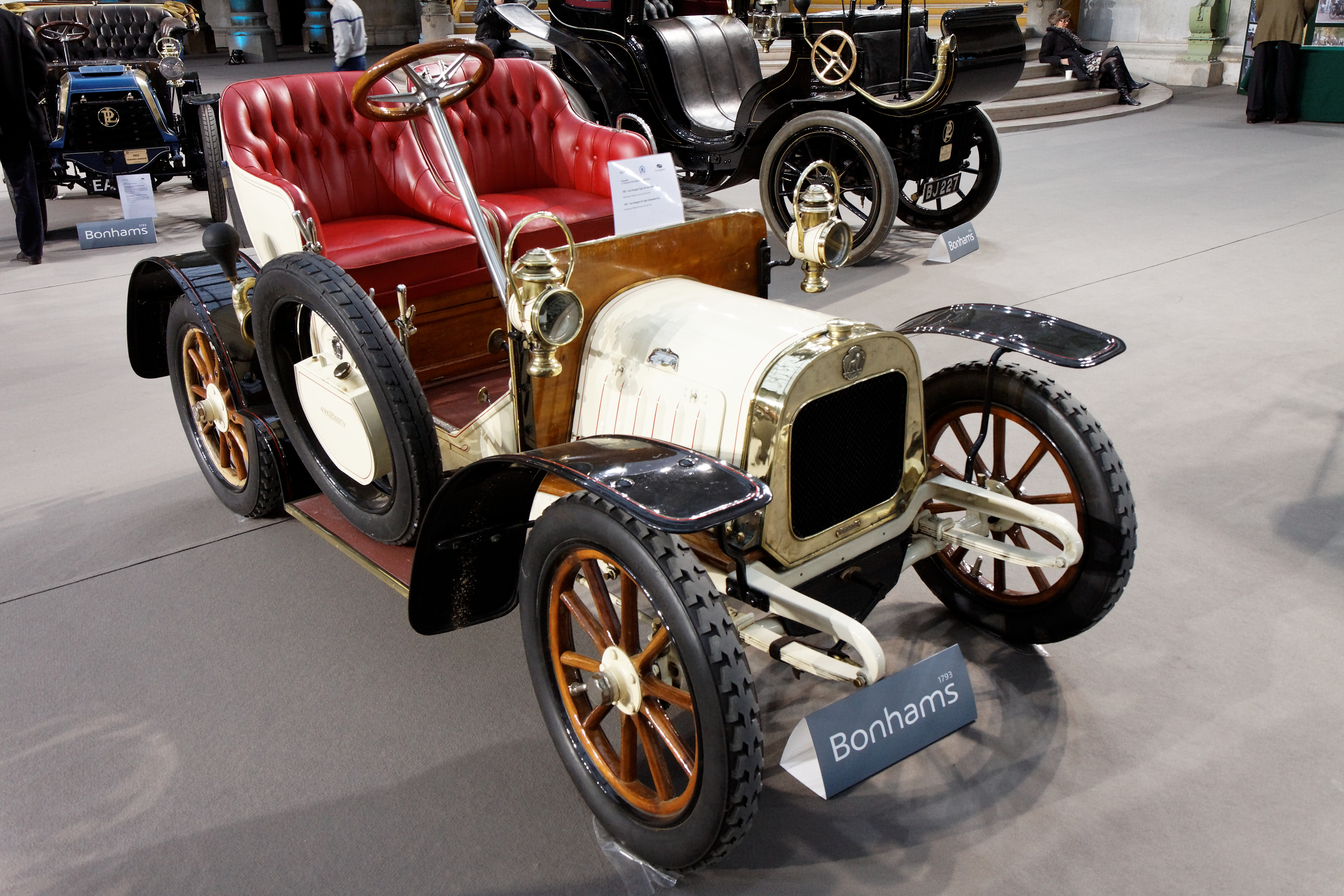
Lion-Peugeot Type VA 8 pk voiturette uit 1907

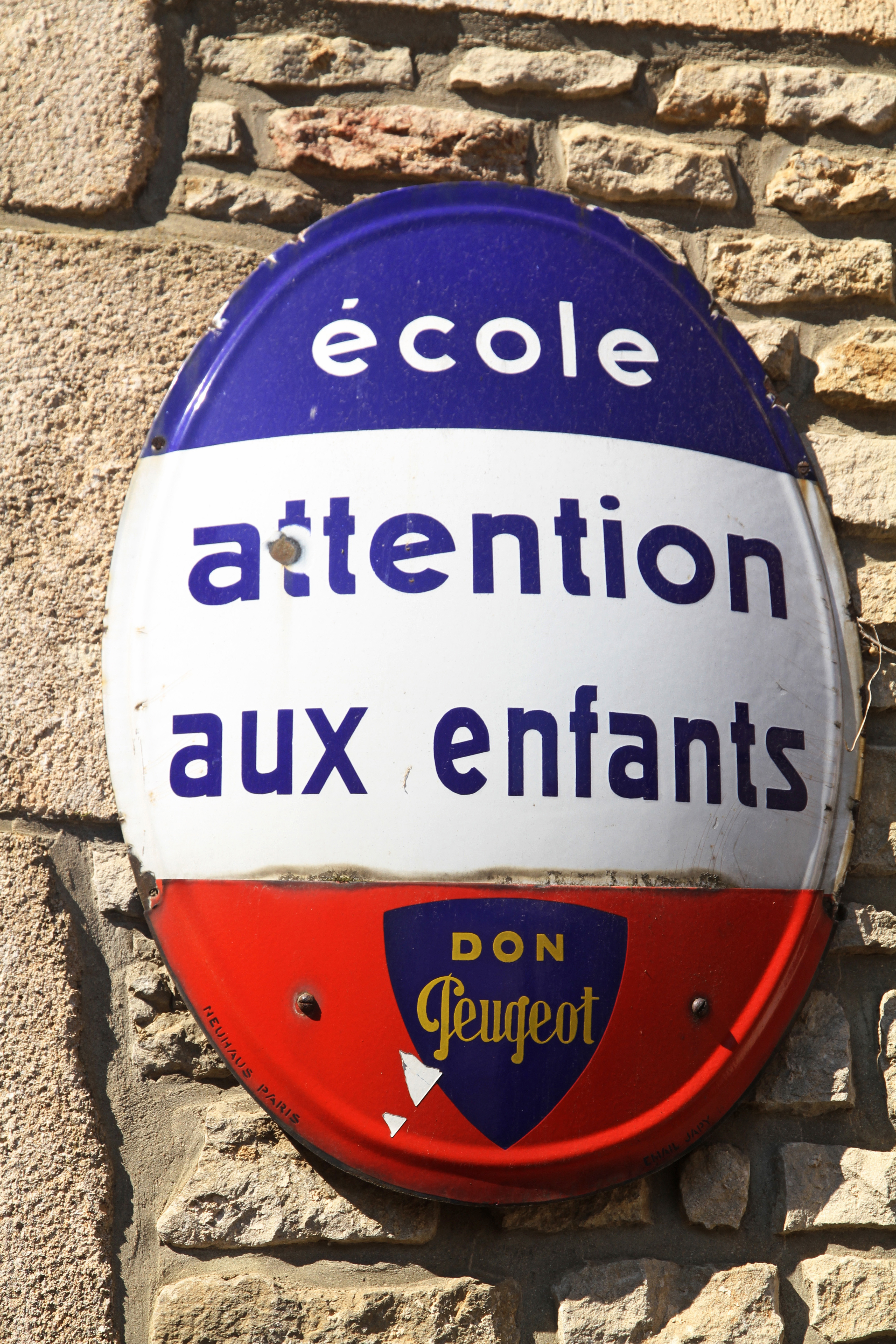
Door Peugeot gesponsord waarschuwingsbord. De P met de grote lus aan de linkerkant is gebaseerd op het handschrift zoals het in Frankrijk onderwezen werd.

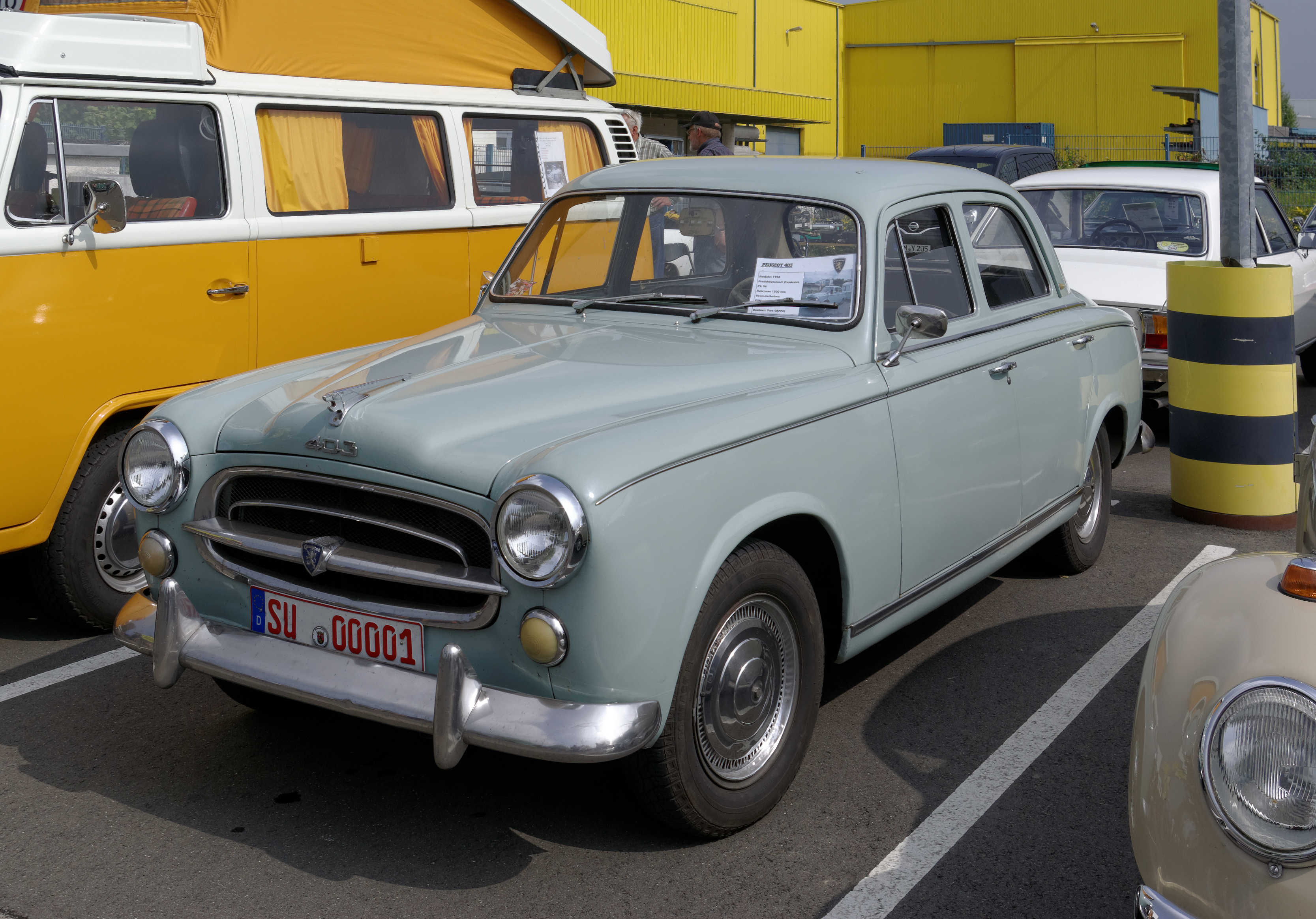
Peugeot 403 (1955)

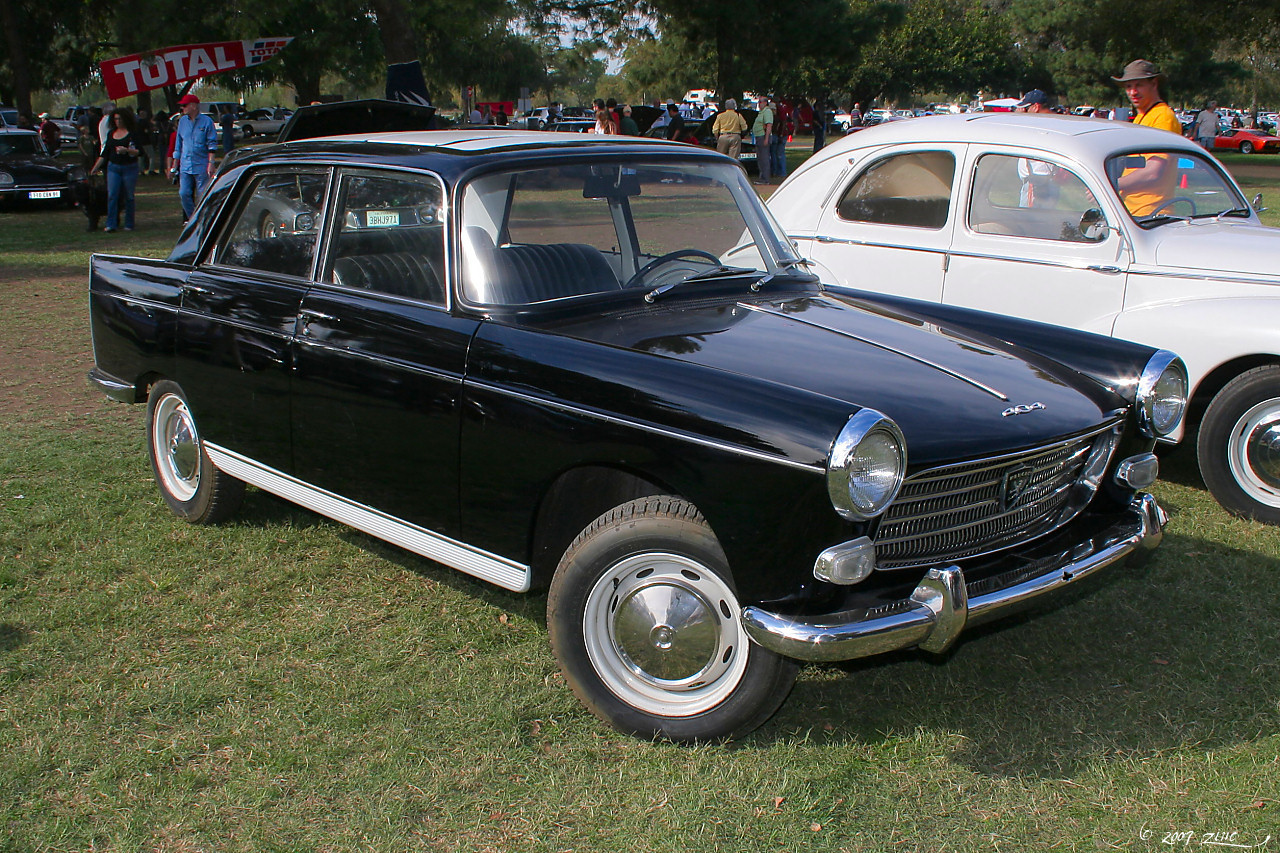
Peugeot 404 (1965)

Peugeot is een Frans automerk van Stellantis en ook de naam van de holding.
Het merk is genoemd naar de familie Peugeot uit de streek van Montbéliard, die het industriële imperium is begonnen. In 2008, 117 jaar na de start van de productie van automobielen, heeft Peugeot 50 miljoen auto's geassembleerd. Peugeot maakt ook scooters, bromfietsen en heeft in het verleden fietsen en gereedschap geproduceerd.

## Activiteiten
Peugeot is een van de grootste autofabrikanten van Europa en ook de best verkochte autoproducent binnen de PSA-groep, dat ook de merken Citroën, Opel, Vauxhall en DS Automobiles bevatten. Peugeot wist in 2020 wereldwijd 1,1 miljoen auto's te verkopen, waarvan zo'n 80% in Europa. Er worden zowel personenauto's en bestelwagens geproduceerd onder de merknamen Peugeot, Citroën, Opel en Vauxhall.
Begin 2014 werd bekend dat de Chinese automobielfabrikant Dongfeng Motor Corporation en de Franse staat bereid zijn om voor € 800 miljoen aan nieuwe aandelen te kopen. Na deze financiële injectie zijn er drie belangrijke aandeelhouders, de familie Peugeot, Dongfeng Motor en de Franse staat elk met een aandelenbelang van 14%. De familie heeft nog wel meer stemrecht dan de andere twee grootaandeelhouders.

### Productieplaatsen
- Sevel Nord: Peugeot Partner/Rifter
- Sevel Sud: Peugeot Boxer
- TPCA (Toyota Peugeot Citroën Automobile): Peugeot 107/108

Alle overige modellen worden geproduceerd in zelfstaande Peugeot-fabrieken in Mulhouse en Sochaux.

## Geschiedenis

### Les fils de Peugeot frères
In 1810 verbond Jean-Pierre Peugeot, een wever uit Hérimoncourt, zich met zijn beide zoons Jean-Pierre II en Jean-Frédéric met hun schoonbroer Jacques Maillard-Salin, die in Sous-Cratet een gieterij had waar gelamineerd staal voor gereedschappen en horlogeveren geproduceerd werd. In 1819, na een kapitaalinjectie, kreeg dit bedrijf de naam Peugeot frères et Cie. Binnen korte tijd waren er al 70 werknemers in dienst. In 1825 groeide het bedrijf al sterk en veranderde de naam in Société Peugeot Frères Aînés, Calame et Jacques Maillard-Salins. In 1832 scheidde Jean-Pierre II zich af en begon de firma Peugeot Frères Aînés. Hij gaf echter de leiding in handen van zijn zoon Jules en zijn neef Émile. In 1871 werd deze firma geherstructureerd en kwam de leiding in handen van twee neven: Eugène, de zoon van Jules, en Armand, de zoon van Émile. In 1878 veranderden zij de naam in Les fils de Peugeot frères (de zonen van de gebroeders Peugeot). Tot 1885 kende het bedrijf een grote ontwikkeling en maakte een naam als fabrikant van allerlei gereedschappen op diverse Europese markten, maar ook in de VS, Turkije en Egypte.
In 1882 maakte Peugeot zijn entree op de vervoermiddelenmarkt: Armand Peugeot nam het initiatief rijwielen te gaan bouwen. In de fabriek van Beaulieu werd de "Grand bi" (de Franse naam voor de Hoge bi) gemaakt. In 1889 toonde Armand Peugeot vier driewielers met een stoommachine van Léon Serpollet op de wereldtentoonstelling van Parijs, de Peugeot Type 1. Deze driewieler was geschikt voor het vervoer van twee personen. Armand had vlak vóór de tentoonstelling echter al bezoek gehad van Gottlieb Daimler en Émile Levassor. Zij zochten, na het overlijden van Edouard Sarazin, de Franse licentiehouder van de Daimler motoren nieuwe afnemers en overtuigden Armand ervan dan niet stoom, maar de atmosferische verbrandingsmotor de toekomst had. Panhard, mede opgericht door Levassor, zou de chassis gaan leveren. De eerste Peugeot auto werd in 1890 gebouwd, met een Peugeot carrosserie, gemonteerd op een Panhard chassis en met een Daimler motor. In 1891 kwam de productie van Peugeot auto's op gang en het aantal modellen werd uitgebreid. In 1892 begon de lange geschiedenis van het merk in de autosport. In dat jaar won Peugeot ex aequo met Panhard de toen zeer bekende race Parijs - Rouen. In 1913 werd de Grand-Prix van Amerika, gereden over 500 miles in Indianapolis, gewonnen door Jules Goux met een Peugeot L 76.

### S.A. des Automobiles Peugeot
De familie Peugeot zag echter niets in gemotoriseerde voertuigen, de autoproductie leidde zelfs tot een twist tussen Eugène en Armand. Besloten werd dat Armand zijn eigen bedrijf zou oprichten: de Société Anonyme des Automobiles Peugeot. Dat gebeurde op 2 april 1896. Bovendien werd afgesproken dat Les fils de Peugeot frères zich niet zou inlaten met de productie van motorrijtuigen, terwijl Automobiles Peugeot geen fietsen zou produceren. Deze afspraak hield echter niet lang stand: al op het Salon des Cycles van 1898 presenteerde "Les fils" naast fietsen ook gemotoriseerde drie- en vierwielers met De Dion-Bouton- en eigen motorblokken van 3, 3½, 4½ en 5 pk.

### Éts. Griffon
De Zwitserse Fabrique de Moteurs Zürcher, Lühti et Cie, die clip-on motoren onder de merknaam Z.L. produceerde, was rond 1901 op zoek naar een fietsenfabrikant die stevige frames voor deze motorblokjes kon maken, en kwam uitgerekend uit bij les fils de Peugeot frères. De concurrentie op de rijwielmarkt werd steeds groter, waardoor de verleiding om op het verzoek van Z.L. in te gaan nog groter werd. De motorblokjes van Z.L. waren al erg populair: ze konden op elk stevig fietsframe gemonteerd worden en werden al gebruikt door Brion in Antwerpen, Frera in Milaan, NSU in Neckarsulm en Pécourt in Parijs. Bovendien werden ze door andere fabrikanten gekopieerd. Ze werden in eerste instantie gemonteerd vóór de trapperas. De tegenwoordig gebruikelijke plaats voor het motorblok, onder in het frame, was toen nog gepatenteerd door de gebroeders Werner (zie: Nieuwe Wernermethode). De Franse markt was zeer belangrijk voor Zürcher en Lühti, zó belangrijk dat ze de merknaam Z.L., die voor de Fransen "te Duits" was, veranderden in Zedel. Om problemen met het bedrijf van Armand te voorkomen deponeerde Les fils de Peugeot frères de merknaam Griffon. Vanaf dat moment werden motorfietsen onder de namen Peugeot en Griffon geproduceerd. De Griffon-fabriek stond echter in Courbevoie en kreeg al snel een dependance in Londen. Juist door de uitvinding van de gebroeders Werner was de Motobicyclette eigenlijk al verouderd toen ze in 1902 op de markt kwam.

### Lion-Peugeot
Vanaf 1905 ging les fils de Peugeot frères ook automobielen produceren. Dat was op basis van de afspraken uit 1896 verboden, maar ook hiervoor werd een oplossing gevonden: de merknaam werd Lion-Peugeot en S.A. des Automobiles Peugeot ontving jaarlijks 1 miljoen frank. Waarschijnlijk waren de zoons van Eugène Peugeot, Pierre, Robert en Jules, de initiatiefnemers voor het project. Er werden ook motorfietsen voorzien van deze merknaam, maar die zijn uiterst zeldzaam.

### S.A. des Automobiles et Cycles Peugeot
In 1910 nam de Société Anonyme des Automobiles Peugeot het oudere Les Fils de Peugeot Frères over. Deze firma produceerde sinds 1905 ook auto's, onder de merknaam Lion-Peugeot. Voor auto's was de naam Peugeot immers voorbehouden aan het bedrijf van Armand Peugeot. Eugène overleed in dat jaar en Armand deed de leiding van de autofabriek over aan zijn neven, de zonen van Eugène: Pierre, Robert en Jules, die de drijvende krachten achter Lion-Peugeot waren. De merknaam Lion-Peugeot bleef tot 1916 gehandhaafd. In 1911 werd de nieuwe fabriek van Sochaux bij Montbéliard gebouwd. Deze fabriek bestaat nog steeds en wordt als de bakermat van Peugeot beschouwd wat de autoproductie betreft. De leeuw zoals we die thans kennen als symbool van Peugeot vindt zijn oorsprong ook in Montbéliard. Het eerste ontwerp is in opdracht van Société Peugeot Frères Aînés gemaakt door Justin Blazer, een juwelier en graveerder uit Montbéliard en dateert van 1850. Het is dezelfde leeuw als in het wapen van de Franche-Comté. De afbeelding is nog steeds te zien in de buitenmuur van het kasteel van Montbéliard, of kasteel van de hertogen van Württemberg. Het ontwerp stond alleen op de topproducten van Les fils de Peugeot frères. Voor de mindere producten waren nog twee andere emblemen ontworpen.
Na de Tweede Wereldoorlog maakte het bedrijf snel naam met de bouw van luxe personenauto's zoals de 203, 403, 404 en 504. Dit was ook de periode waarin Peugeot actief meedeed in de rallysport. Met name in woestijnrally's wist Peugeot goed te scoren. Daardoor wisten de laatste twee modellen uit te groeien tot bekende modellen uit de automobielhistorie.
Na de 504, die in 1969 Auto van het Jaar werd, heeft Peugeot zich met modellen als de 604, 305, 505 steeds verder ontwikkeld. De grote aanzet tot commercieel succes blijkt echter niet de luxe Franse limousine, maar de 205. De 205 was Peugeots laatste strohalm, qua financiën zat de autofabrikant behoorlijk aan de grond. Deze compacte auto werd in 1983 geïntroduceerd en bleek een succesnummer te zijn, de slagzin van de 205 is niet voor niets 205, een sterk nummer geworden. Het succes van dit type heeft ervoor gezorgd dat Peugeot zich nog verder is gaan richten op de groeiende markt voor compacte auto's.

### Latere jaren

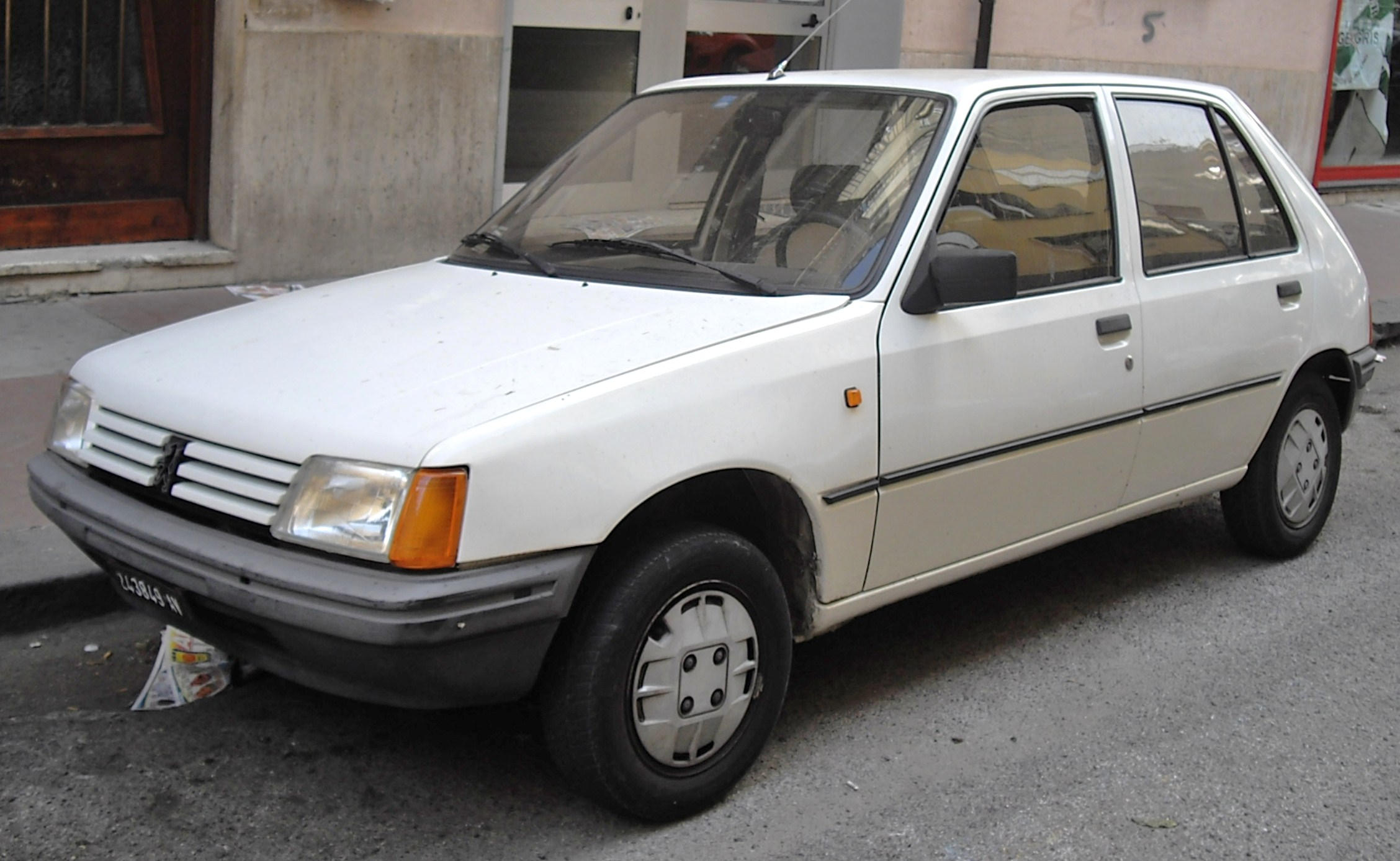
Peugeot 205, in 1984 benoemd tot Europese Auto van het Jaar

De 205 is uiteindelijk geproduceerd tot 1998. De Peugeot 405 (1987 - 1996) is in 1988 Auto van het Jaar geworden én goed verkocht. De opvolger van de 205, de 206, was in 2002 de best verkochte auto van Nederland en tussen 2001 en 2003 de best verkochte auto van Europa geweest. Inmiddels is ook dit model weer opgevolgd, door de 207, die op zijn beurt opgevolgd werd door de 208. In 1999 bracht Peugeot de 607 uit, een auto uit de hogere middenklasse waar onder anderen directieleden en ministers van de Franse overheid in vervoerd werden. In 2011 besloot Peugeot te stoppen met de productie van de Peugeot 607. De Peugeot 307 is in 2002 aan de haal gegaan met de titel Europees auto van het Jaar. Sinds september 2007 staat de opvolger van de 307, de 308, in de showroom. In 2014 werd deze, inmiddels iets aangepast, op zijn beurt verkozen tot Europees auto van het Jaar. In het voorjaar van 2010 heeft Peugeot een MPV, de Peugeot 5008, op de Nederlandse markt gebracht. Ook brachten ze dat jaar de RCZ uit. In 2011 kwam de 508 op de markt, als opvolger van zowel de 407 als de 607. Van de 508 zijn een Berline en een SW-variant verkrijgbaar.

### Pepermolens
Peugeot produceert ook nog steeds pepermolens. Dit is nog een overblijfsel uit de beginperiode van Peugeot toen zij allerlei producten op de markt hadden. De Peugeot-pepermolens staan hoog aangeschreven en staan op tafel in veel toprestaurants.

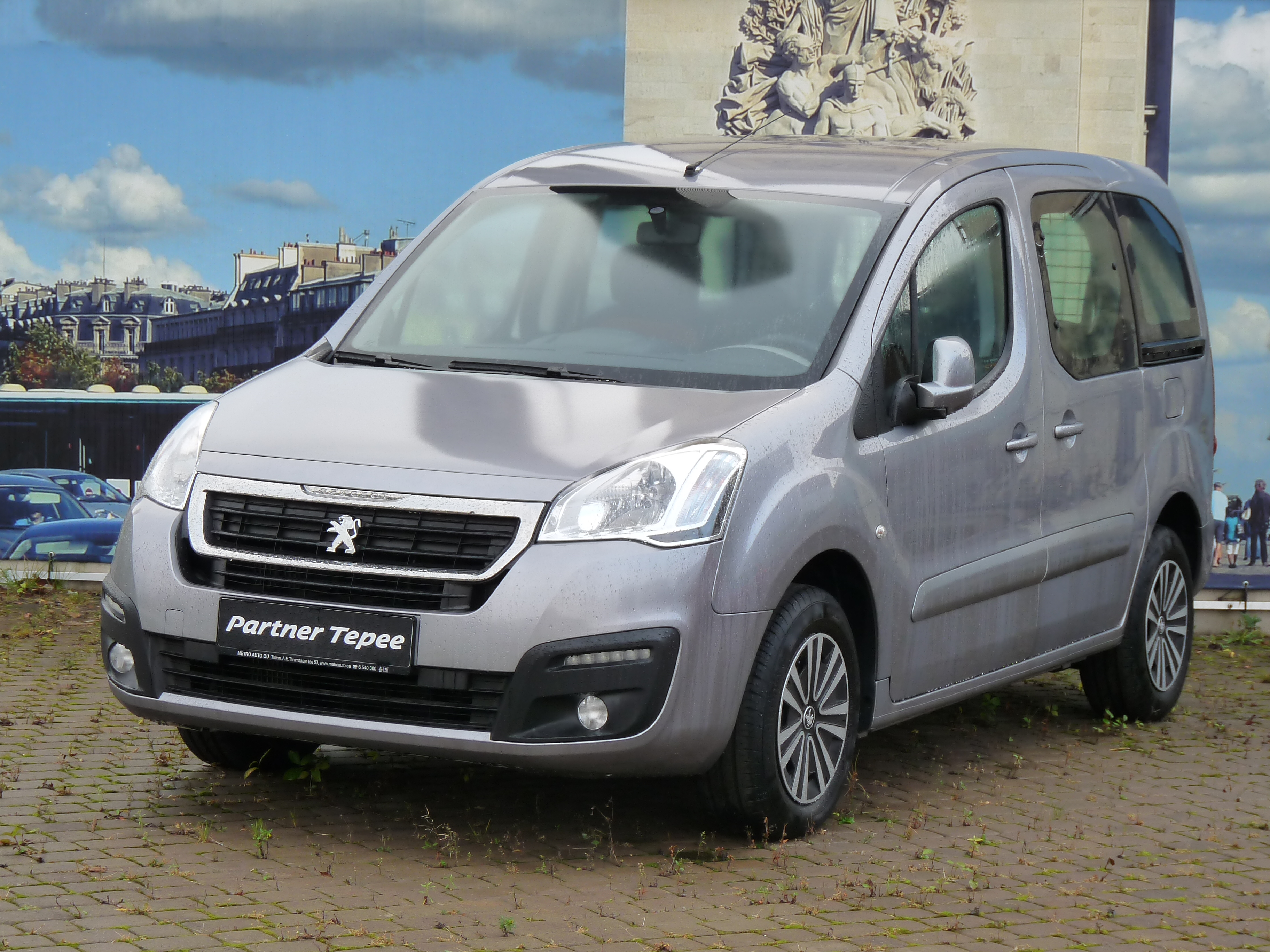
Peugeot Partner

### Evolutie van de bedrijfsorganisatie

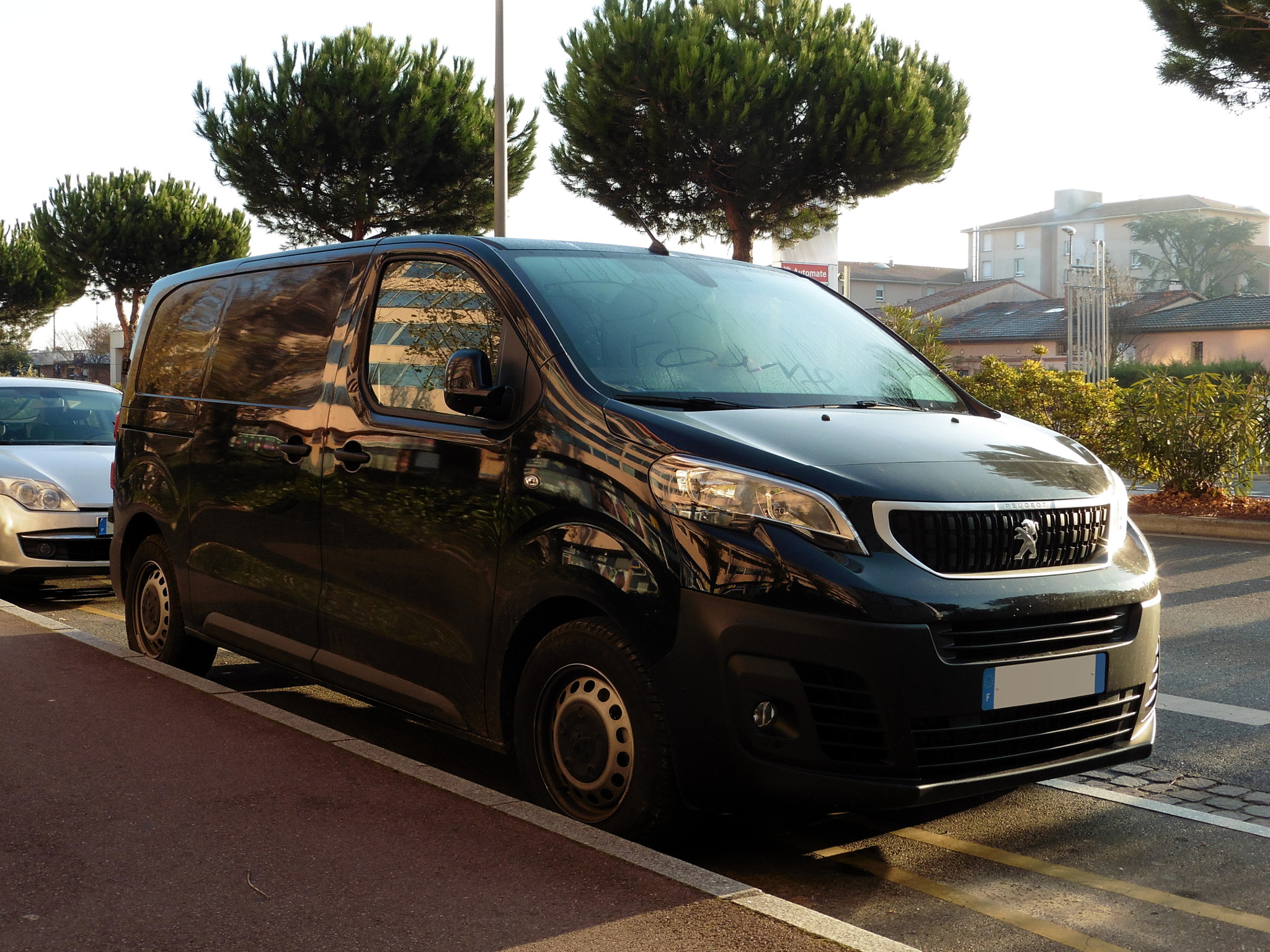
Peugeot Expert

Een kort overzicht van de geschiedenis van het bedrijf:
- Peugeot SA werd in 1896 opgericht. Tot 1965 heeft Peugeot SA zakelijke activiteiten ontplooid. In dat jaar werd het als onderdeel van een juridische en financiële reorganisatie in een holding omgezet, die haar activiteiten door dochteronderneming Peugeot liet voortzetten.
- In 1949 creëerde Peugeot de maatschappij Gefco (Groupage Express de Franche-Comte) om voor de inkomende en uitgaande logistiek (zowel voor auto's als voor onderdelen) te zorgen.
- In 1974 nam Peugeot SA bezit van het volledige aandelenkapitaal van Citroën SA. De twee bedrijven zijn in 1976 gefuseerd, vanaf dat moment had Peugeot SA dus een tweede dochteronderneming die auto's produceerde. De holding werd meestal de PSA Groep genoemd, en de twee hoofddochterondernemingen de Peugeot onder-groep respectievelijk de Citroën onder-groep. Dit omdat deze twee maatschappijen op hun beurt ook dochtermaatschappijen hadden.
- In 1978 kocht Peugeot SA van het Amerikaanse bedrijf Chrysler Corporation alle dochterondernemingen in Europa: Simca in Frankrijk, Rootes in Groot-Brittannië en Barreiros in Spanje. Deze bedrijven werden in 1980 met Automobiles Peugeot gefuseerd en de merknaam Talbot werd opgerakeld om de productie van Chrysler Europe voort te zetten.
- Alle Europese dochterondernemingen van Chrysler Financial Corporation voor commerciële financiering werden in 1980 ook door Peugeot SA gekocht. Dit was een belangrijke stap in de ontwikkeling van de activiteiten van PSA op dit gebied.
- In 1987 fuseerden Aciers et Outillages Peugeot (Peugeot Staal en Gereedschap) en Cycles Peugeot (Peugeot Fietsen) tot ECIA. Na de vriendelijke overname van Bertrand Faure in 1998 werd de naam in Faurecia veranderd. In 2001 is de overname van Sommer Allibert automotive business door Faurecia afgerond. Faurecia is nu een van de belangrijkste leveranciers van auto-onderdelen (uitlaatsystemen, zetels en dergelijke). PSA controleert 57% van de aandelen van Faurecia.
- PSA Finance Holding, die voor de financiering van de verkoop van auto's van dochterondernemingen Peugeot en Citroën zorgt, is in 1995 tot een bank omgevormd en draagt nu de naam Banque PSA Finance.
- De reorganisatie van de automobieldivisie, eind 1998, harmoniseerde de juridische structuren met de nieuwe patronen van functionele organisatie die eerder dat jaar door de nieuwe voorzitter Jean-Martin Folz opgezet waren. Automobiles Peugeot en Automobiles Citroën brachten al hun ontwikkelingsactiviteiten en productiemiddelen samen in Peugeot Citroën Automobiles, en alle activiteiten met betrekking tot ontwerp en productie van industriële goederen werden ondergebracht in PCI (Process Conception Ingénierie), een dochteronderneming van PSA. Vanaf dat moment is het moeilijk om nog van een bedrijf Peugeot of een bedrijf Citroën te spreken, omdat zoveel vitale functies nu binnen PSA verenigd zijn.

## Peugeot motorfiets-historie
Vanaf 1900 produceerde Peugeot lichte motorfietsen met motorblokken van Zedel, maar ook met in eigen huis door Émile Amstoutz ontwikkelde "A.Z."-blokken, die sneller en sportiever waren. Men richtte het zustermerk Griffon op om problemen met Armand Peugeot te voorkomen. Vanaf 1904 verschenen zwaardere modellen van 300 tot 1000 cc.
In de jaren tien, na het overlijden van Eugène Peugeot, werden de Peugeot-bedrijven onder leiding van zijn zoons Pierre, Robert en Jules weer samengevoegd. Motorfietsen werden zowel onder de namen Peugeot als Griffon verkocht. De motorfietsverkopen liepen echter slecht en ook het Franse leger kocht voor en tijdens de Eerste Wereldoorlog voornamelijk Britse modellen. Na de oorlog werden de motorfietsen van het nog tamelijk onbekende merk Peugeot overschaduwd door Britse en vooral Amerikaanse merken. Peugeot sloot een contract met Alfred Vurpillot, eigenaar van Terrot, Magnat-Debon en Cottereau. Men wilde het Terrot Type A onder de naam Peugeot gaan verkopen. Terrot had een eigen, gepatenteerde voorvork, die echter voorbehouden bleef aan de eigen motorfietsen, waardoor Peugeot toch de eenvoudige bladveervork moest toepassen. Bovendien leverde Vurpillot veel te weinig motorfietsen. In de jaren twintig ontwikkelden Marcel Violet en Lessman Antonesco nieuwe motorfietsen voor Peugeot, na een kapitaalinjectie van vijf miljoen frank door Lucien Rosengart.
In 1926 viel het Peugeot-concern opnieuw uit elkaar, toen Les fils de Peugeot frères het tweewieler deel voor vijf miljoen Franse frank verkochten aan de nieuw opgerichte Société Anonyme des cycles Peugeot, inclusief de fabriek in Beaulieu. Het nieuwe bedrijf bracht al in 1927 een nieuw model met blokmotor op de markt, dat aanvankelijk nog 350 M heette, maar al snel de naam P 104 kreeg. Veel nieuws was er niet onder de zon: de zijklepmotor was nog die van Antonesco, en de versnellingsbak was een bestaand Zedel-ontwerp. De machine was zwaarder en duurder dan de concurrenten, en hoewel hij ook nog onder de namen van de zustermerken Aiglon (A 504) en Griffon (G 504) werd uitgebracht, werden er niet meer dan 2000 geproduceerd. Ingenieur Milone ontwikkelde echter nieuwe, lichte viertaktmotoren van 175, 250 en 327 cc.
Na de Beurskrach van 1929 werd Peugeot gedwongen lichte, betaalbare motorfietsen en bakfietsen te gaan produceren. Men deed dat echter onder de naam BMA. De zwaardere motorfietsen werden nog steeds als Peugeot, Aiglon en Griffon verkocht. Men bracht de serie "Grande Puissance" (hoog vermogen) uit, maar moest ook meteen minder vermogende, goedkopere modellen gaan maken omdat deze sportieve modellen te duur en niet goed doorontwikkeld waren. Tijdens de Tweede Wereldoorlog vielen de Peugeot-fabrieken onder verantwoordelijkheid van ingenieur Von Guillaume, en vervolgens onder Ferdinand Porsche. Men produceerde onderdelen voor de Focke-Wulf TA 15 en de V1. De familie Peugeot werkte echter niet mee met de nazi's. Men ondernam diverse sabotagepogingen en was verantwoordelijk voor de smokkel van de V1-ontwerpen naar het Verenigd Koninkrijk. In het geheim werd een prototype van een 350 cc tweetakt staande twin ontwikkeld. Twee modellen werden in 1942 zelfs getest. Hierdoor hoefde Peugeot na de oorlog niet (zoals de meeste andere merken) terug te grijpen naar vooroorlogse modellen om de productie weer op te starten. Maar omdat er uiteraard weer vraag ontstond naar licht en betaalbaar vervoer werd als eerste een 100 cc BMA-model, de vooroorlogse P 53 CL, uitgebracht. De lichte serie kreeg in de jaren vijftig de merknaam BIMA. Er werden ook tweecilinder tweetaktmotoren op de markt gebracht, die tijdens de oorlog ontwikkeld waren. Uiteindelijk kregen ze plunjer-achtervering, maar succesvol werden ze niet.
Vanaf 1954 produceerde Peugeot voor het eerst scooters, die echter bijzonder lelijk genoemd konden worden en dus ook niet goed verkocht werden. In 1959 werd de productie van motorfietsen en scooters beëindigd, maar na de overname van Terrot werd het laatste model van dat merk nog als Peugeot verkocht. Peugeot ging zich vanaf 1962 concentreren op bromfietsen en toen vanaf 1994 de scooters weer in opkomst waren, sloot Peugeot Cycles zich hierbij aan. Peugeot bromfietsen staan bekend om hun degelijkheid en kwaliteit. Bekende en succesvolle bromfiets modellen zijn de CT/BB, 101, 102, 103, 104, 105 en de in samenwerking met Honda ontwikkelde Fox snor-en bromfiets versie die van 1994 tot 2006 is geproduceerd.

### Afbeeldingen

Galerie
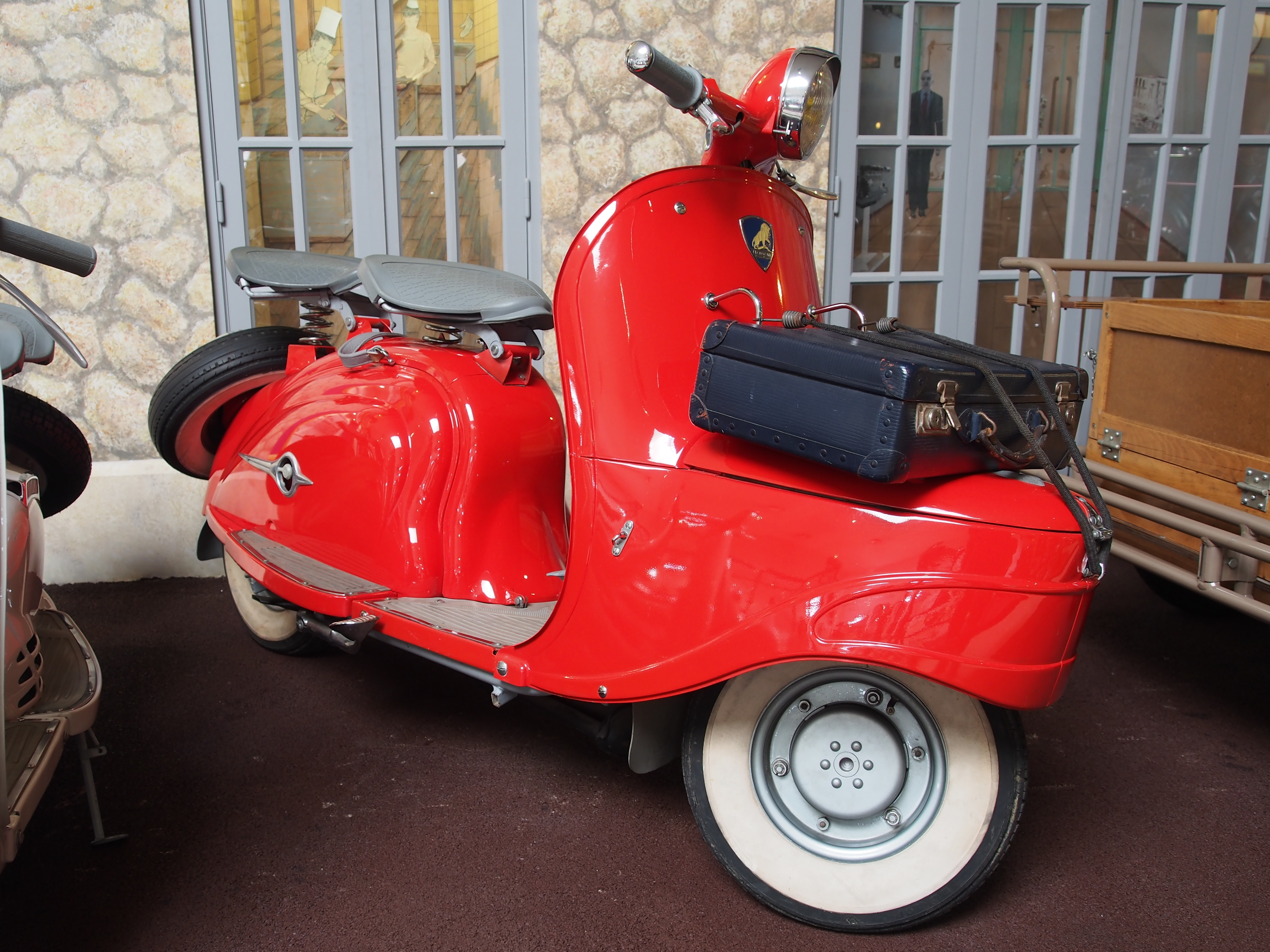
Peugeot S57
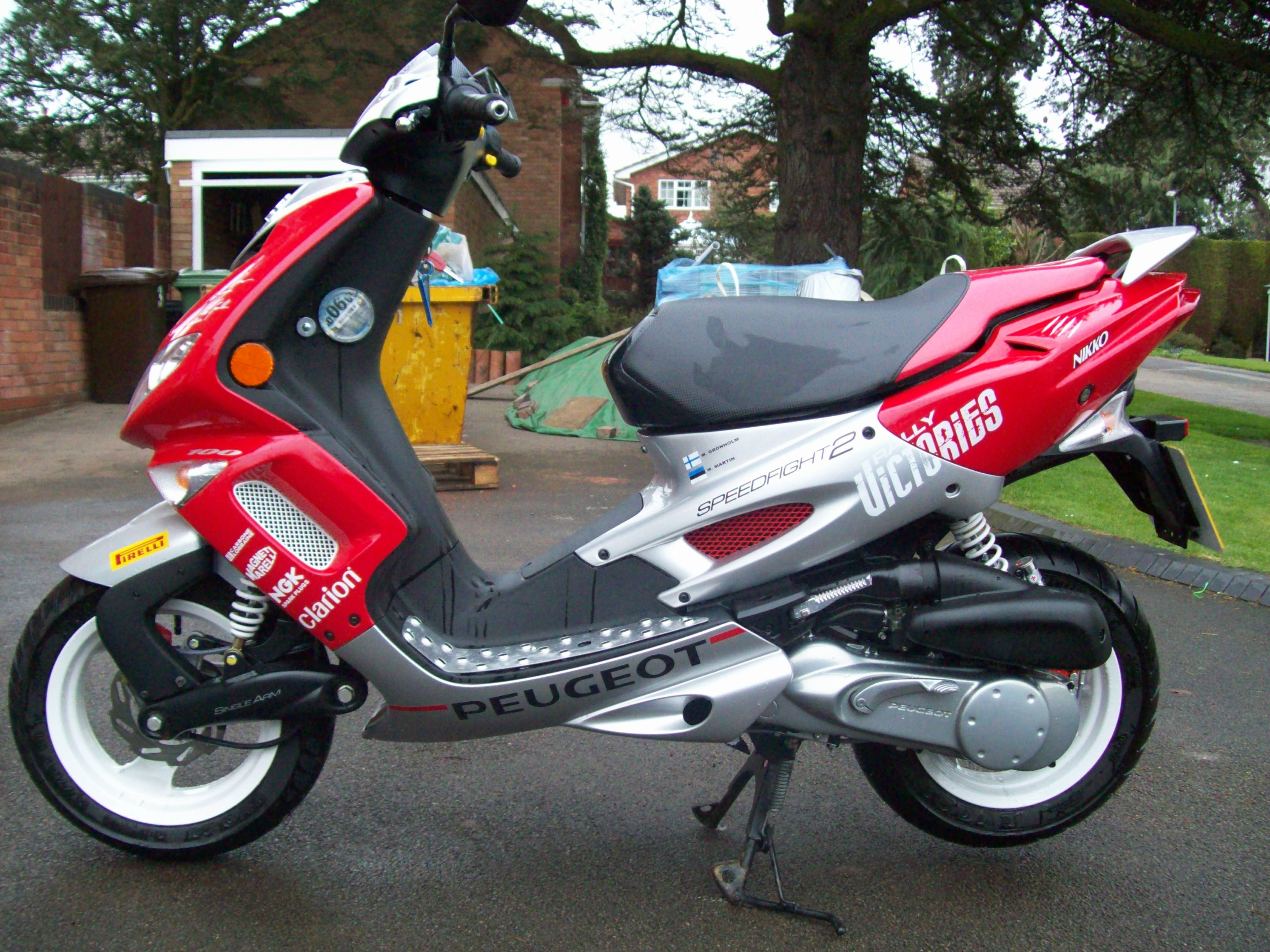
Peugeot Speedfight
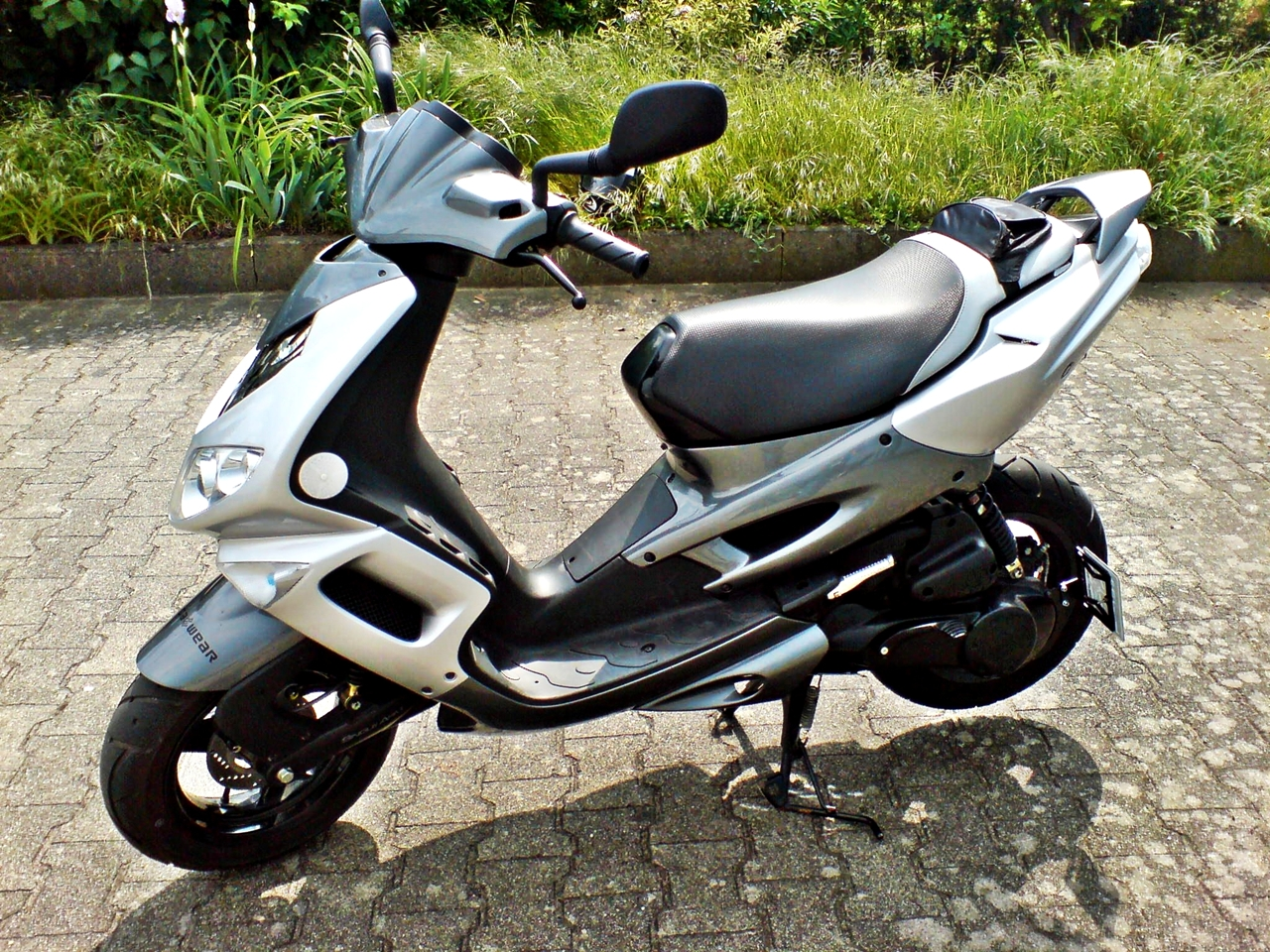
Peugeot Roller
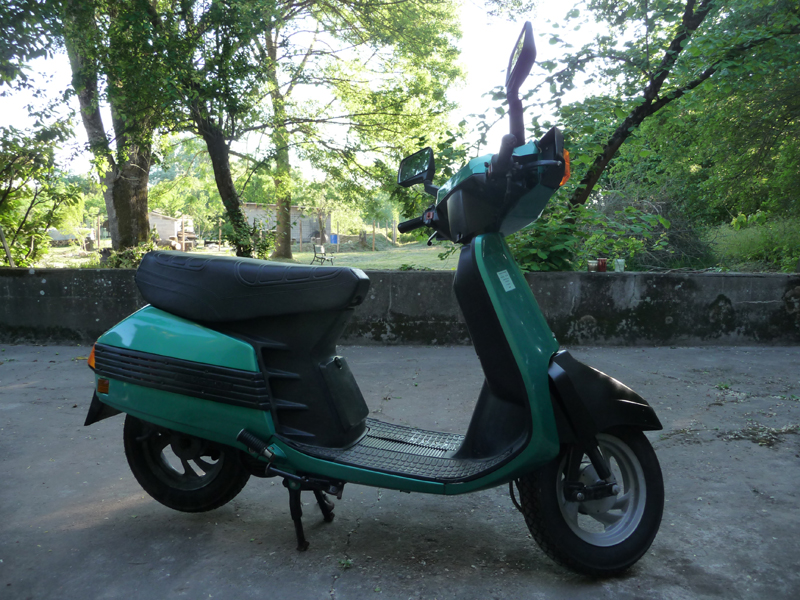
Peugeot 80SC
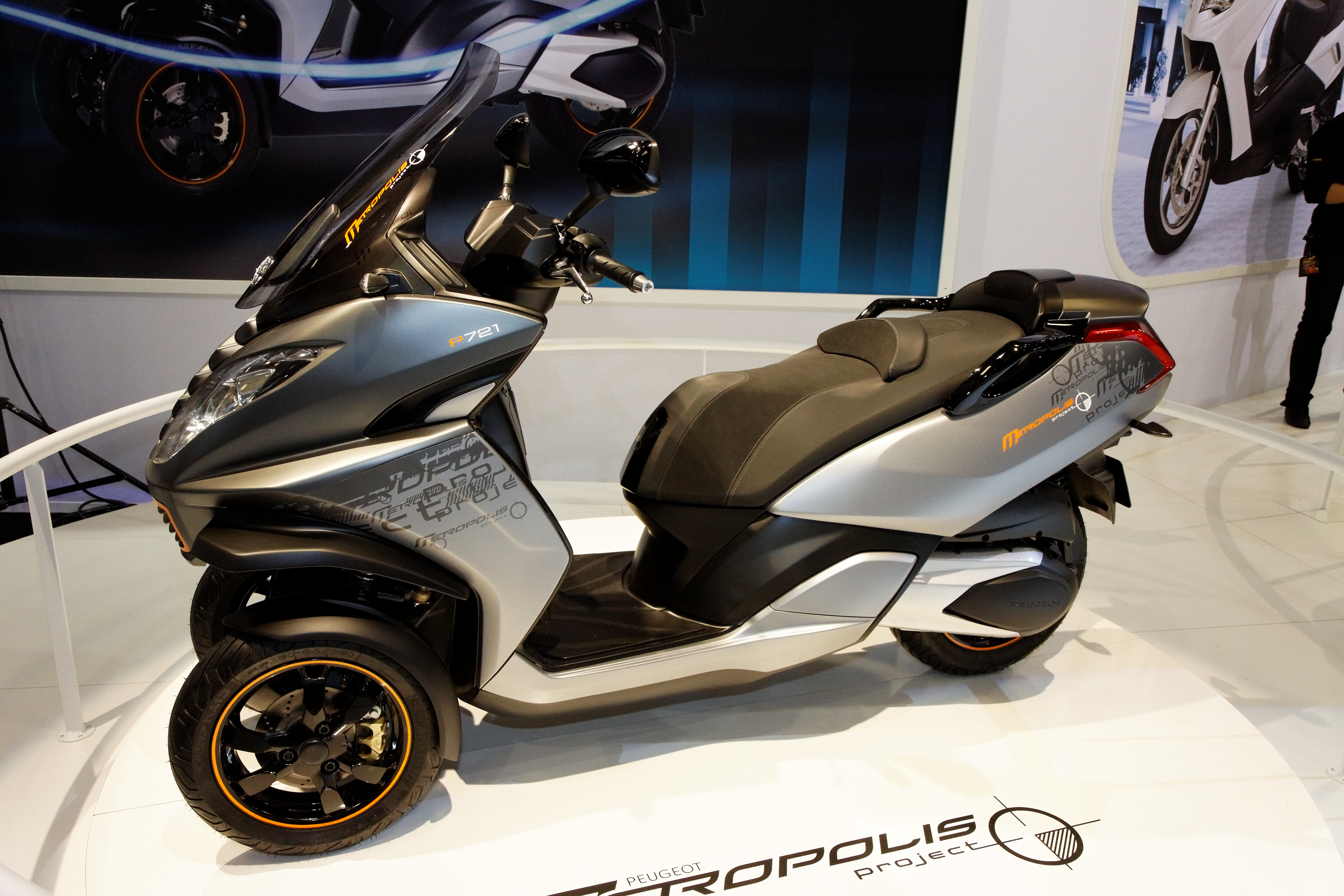
Peugeot Metropolis
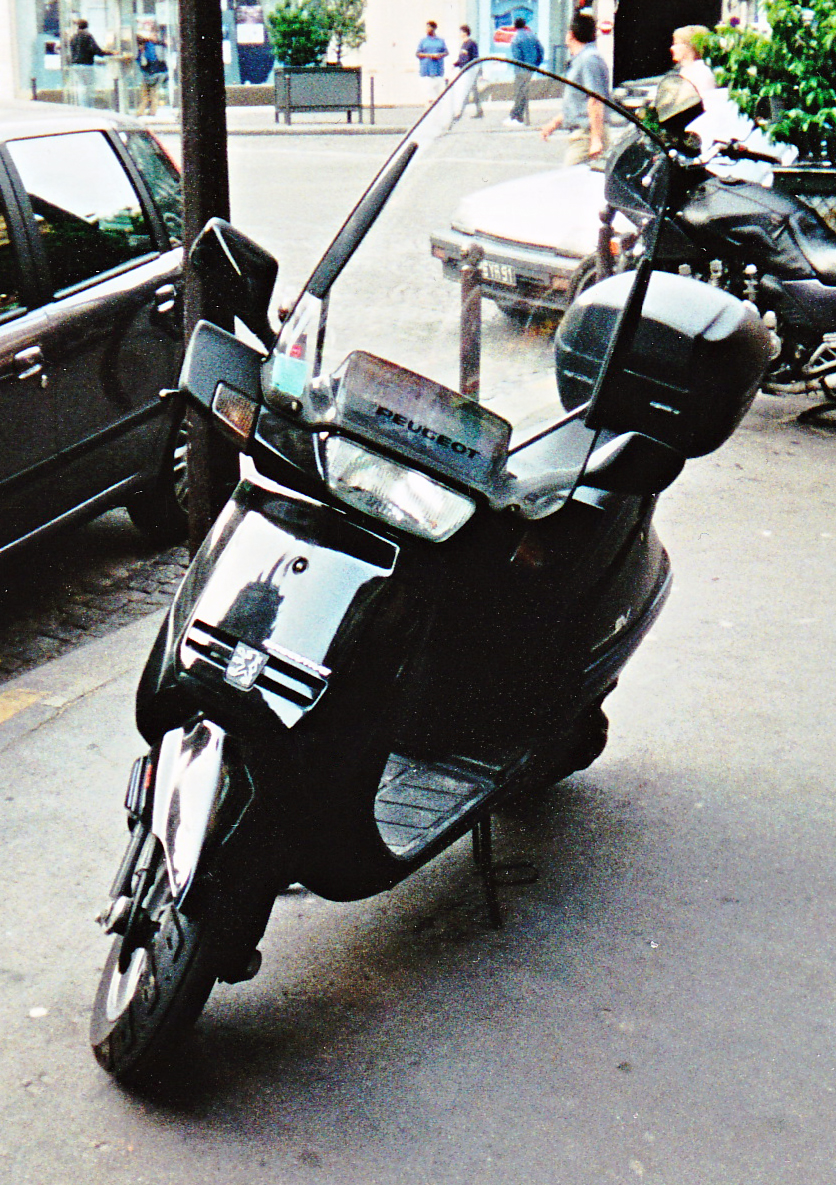
Peugeot Executive
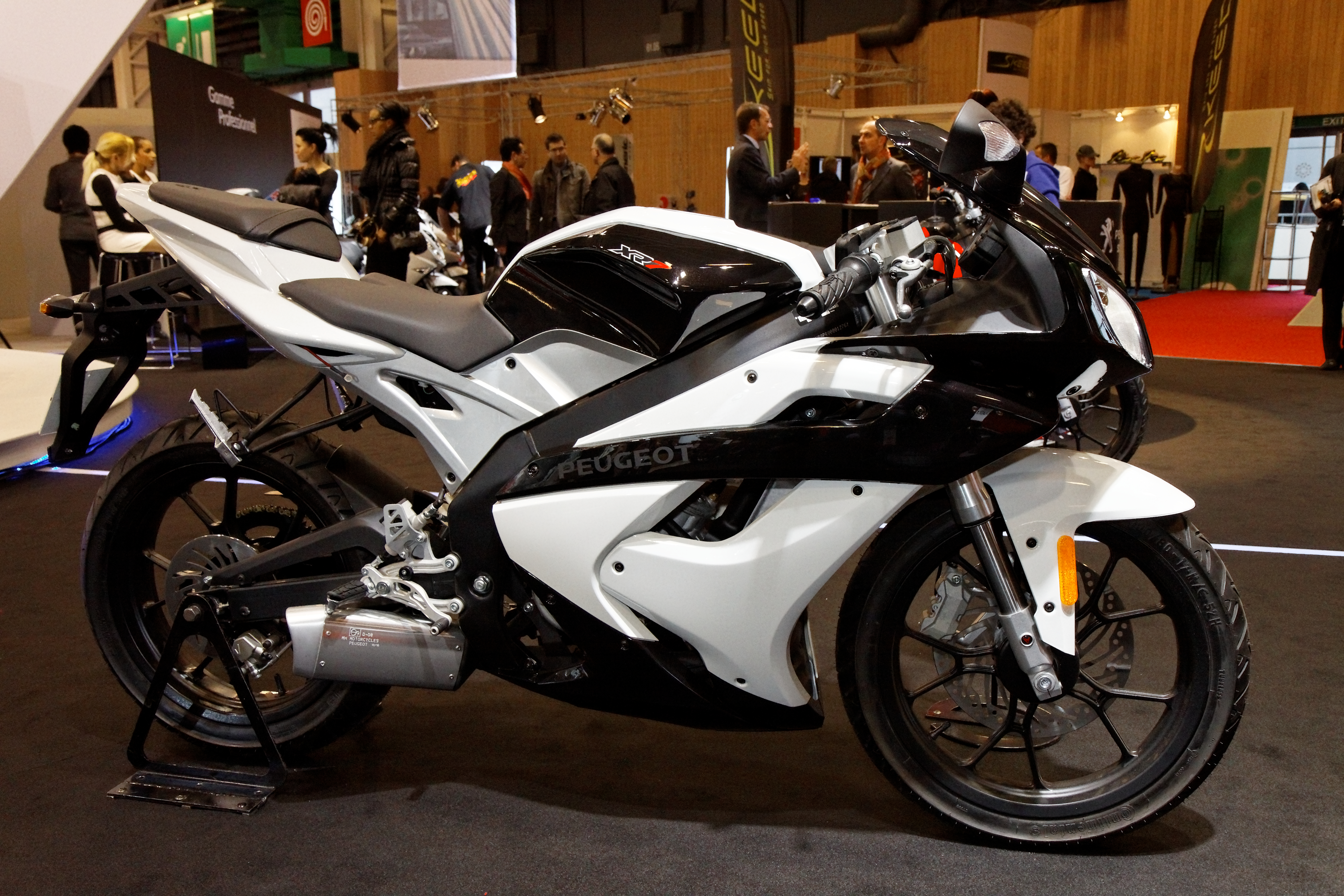
Peugeot XR7
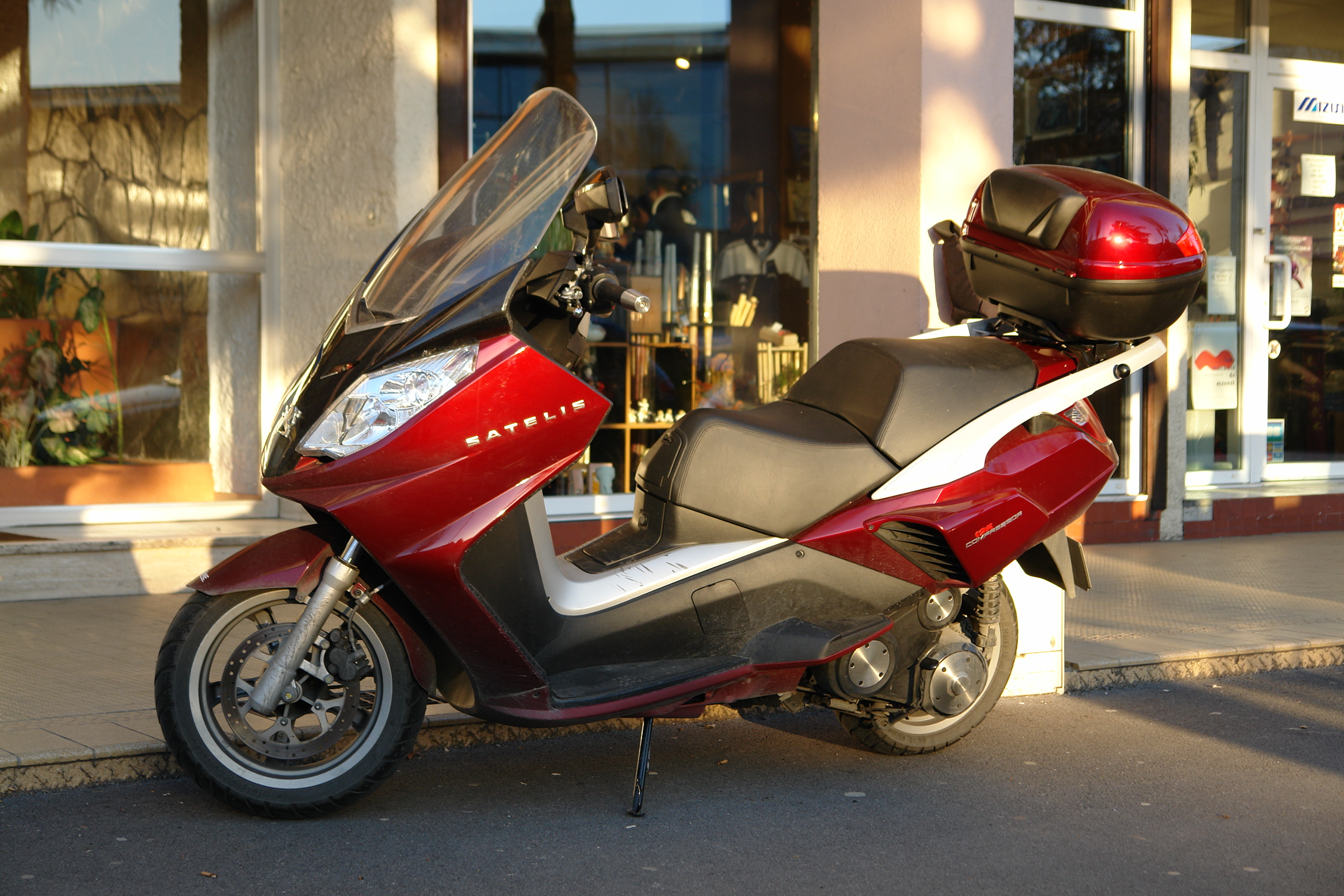
Peugeot Satelis

## Tijdlijn automodellen van Peugeot
| Type                  | 1950 | 1950 | 1950 | 1950 | 1950 | 1950 | 1950 | 1950 | 1950 | 1950 | 1960 | 1960 | 1960 | 1960 | 1960 | 1960 | 1960 | 1960 | 1960 | 1960 | 1970 | 1970 | 1970 | 1970 | 1970 | 1970 | 1970 | 1970 | 1970 | 1970 | 1980 | 1980 | 1980 | 1980 | 1980 | 1980 | 1980 | 1980 | 1980 | 1980 | 1990 | 1990 | 1990 | 1990 | 1990   | 1990  | 1990    | 1990  | 1990  | 1990  | 2000  | 2000        | 2000  | 2000  | 2000  | 2000  | 2000  | 2000  | 2000          | 2000          | 2010          | 2010          | 2010          | 2010          | 2010          | 2010          | 2010          | 2010          | 2010   | 2010   | 2020   | 2020   | 2020   | 2020   | 2020   |      |      |      |      |      |      |      |      |      |      |
| Type                  | 0    | 1    | 2    | 3    | 4    | 5    | 6    | 7    | 8    | 9    | 0    | 1    | 2    | 3    | 4    | 5    | 6    | 7    | 8    | 9    | 0    | 1    | 2    | 3    | 4    | 5    | 6    | 7    | 8    | 9    | 0    | 1    | 2    | 3    | 4    | 5    | 6    | 7    | 8    | 9    | 0    | 1    | 2    | 3    | 4      | 5     | 6       | 7     | 8     | 9     | 0     | 1           | 2     | 3     | 4     | 5     | 6     | 7     | 8             | 9             | 0             | 1             | 2             | 3             | 4             | 5             | 6             | 7             | 8      | 9      | 0      | 1      | 2      | 3      | 4      |      |      |      |      |      |      |      |      |      |      |
| Mini                  |      |      |      |      |      |      |      |      |      |      |      |      |      |      |      |      |      |      |      |      |      |      |      |      |      |      |      |      |      |      |      |      |      |      |      |      |      |      |      |      |      |      |      |      |        |       |         |       |       |       |       |             |       |       |       |       |       |       |               |               |               | iOn           | iOn           | iOn           | iOn           | iOn           | iOn           | iOn           | iOn    | iOn    | iOn    |        |        |        |        |      |      |      |      |      |      |      |      |      |      |
| Mini                  |      |      |      |      |      |      |      |      |      |      |      |      |      |      |      |      |      |      |      |      |      |      | 104  | 104  | 104  | 104  | 104  | 104  | 104  | 104  | 104  | 104  | 104  | 104  | 104  | 104  | 104  | 104  | 104  |      |      | 106  | 106  | 106  | 106    | 106   | 106     | 106   | 106   | 106   | 106   | 106         | 106   | 106   |       | 107   | 107   | 107   | 107           | 107           | 107           | 107           | 107           | 107           | 108           | 108           | 108           | 108           | 108    | 108    | 108    | 108    |        |        |        |      |      |      |      |      |      |      |      |      |      |
| Compacte klasse       | 203  | 203  | 203  | 203  | 203  | 203  | 203  | 203  | 203  | 203  | 203  |      |      |      |      | 204  | 204  | 204  | 204  | 204  | 204  | 204  | 204  | 204  | 204  | 204  | 204  |      |      |      |      |      |      | 205  | 205  | 205  | 205  | 205  | 205  | 205  | 205  | 205  | 205  | 205  | 205    | 205   | 205     | 205   | 206   | 206   | 206   | 206         | 206   | 206   | 206   | 206   | 206   | 206   | 206           | 206           | 206           | 206           | 206           | 208           | 208           | 208           | 208           | 208           | 208    | 208    | 208    | 208    | 208    | 208    | 208    |      |      |      |      |      |      |      |      |      |      |
| Compacte klasse       |      |      |      |      |      |      |      |      |      |      |      |      |      |      |      |      |      |      |      |      |      |      |      |      |      |      |      |      |      |      |      |      |      |      |      |      |      |      |      |      |      |      |      |      |        |       |         |       |       |       |       |             |       |       |       | 207   |       |       |               |               |               |               |               |               |               |               |               |               |        |        |        |        |        |        |        |      |      |      |      |      |      |      |      |      |      |
| Coupé                 |      |      |      |      |      |      |      |      |      |      |      |      |      |      |      |      |      |      |      |      |      |      |      |      |      |      |      |      |      |      |      |      |      |      |      |      |      |      |      |      |      |      |      |      |        |       |         |       |       |       |       |             |       |       |       |       |       |       |               |               | RCZ           | RCZ           | RCZ           | RCZ           | RCZ           | RCZ           | RCZ           |               |        |        |        |        |        |        |        |      |      |      |      |      |      |      |      |      |      |
| Compacte middenklasse |      |      |      |      |      |      |      |      |      |      |      |      |      |      |      |      |      |      |      | 304  | 304  | 304  | 304  | 304  | 304  | 304  | 304  | 304  | 304  | 305  | 305  | 305  | 305  | 305  | 305  | 305  | 305  | 305  | 305  |      |      |      |      | 306  | 306    | 306   | 306     | 306   | 306   | 306   | 306   | 307         | 307   | 307   | 307   | 307   | 307   | 308   | 308           | 308           | 308           | 308           | 308           | 308           | 308           | 308           | 308           | 308           | 308    | 308    | 308    | 308    | 308    | 308    | 308    |      |      |      |      |      |      |      |      |      |      |
| Compacte middenklasse |      |      |      |      |      |      |      |      |      |      |      |      |      |      |      |      |      |      |      |      |      |      |      |      |      |      |      |      |      |      |      |      |      |      | 309  |      |      |      |      |      |      |      |      |      |        |       |         |       |       |       |       |             |       |       |       |       |       |       |               |               |               |               |               |               |               |               |               |               |        |        |        |        |        |        |        |      |      |      |      |      |      |      |      |      |      |
| Middenklasse          |      |      |      |      |      | 403  | 403  | 403  | 403  | 403  | 403  | 403  | 404  | 404  | 404  | 404  | 404  | 404  | 404  | 404  | 404  | 404  | 404  | 404  | 404  | 404  |      |      |      |      |      |      |      |      |      |      |      | 405  | 405  | 405  | 405  | 405  | 405  | 405  | 405    | 405   | 406     | 406   | 406   | 406   | 406   | 406         | 406   | 406   | 407   | 407   | 407   | 407   | 407           | 407           | 407           |               |               |               |               |               |               |               |        |        |        |        |        |        |        |      |      |      |      |      |      |      |      |      |      |
| Middenklasse          |      |      |      |      |      |      |      |      |      |      |      |      |      |      |      |      |      |      |      | 504  | 504  | 504  | 504  | 504  | 504  | 504  | 504  | 504  | 504  | 504  | 504  | 505  | 505  | 505  | 505  | 505  | 505  | 505  | 505  | 505  | 505  | 505  | 505  | 505  |        |       |         |       |       |       |       |             |       |       |       |       |       |       |               |               | 508           | 508           | 508           | 508           | 508           | 508           | 508           | 508           | 508    | 508    | 508    | 508    | 508    | 508    | 508    |      |      |      |      |      |      |      |      |      |      |
| Hogere middenklasse   |      |      |      |      |      |      |      |      |      |      |      |      |      |      |      |      |      |      |      |      |      |      |      |      |      | 604  | 604  | 604  | 604  | 604  | 604  | 604  | 604  | 604  | 604  | 604  | 604  |      |      | 605  | 605  | 605  | 605  | 605  | 605    | 605   | 605     | 605   | 605   | 607   | 607   | 607         | 607   | 607   | 607   | 607   | 607   | 607   | 607           | 607           | 607           |               |               |               |               |               |               |               |        |        |        |        |        |        |        |      |      |      |      |      |      |      |      |      |      |
| Mini-MPV              |      |      |      |      |      |      |      |      |      |      |      |      |      |      |      |      |      |      |      |      |      |      |      |      |      |      |      |      |      |      |      |      |      |      |      |      |      |      |      |      |      |      |      |      |        |       |         |       |       |       |       |             |       |       | 1007  | 1007  | 1007  | 1007  | 1007          | 1007          |               |               |               |               |               |               |               |               |        |        |        |        |        |        |        |      |      |      |      |      |      |      |      |      |      |
| Compacte MPV          |      |      |      |      |      |      |      |      |      |      |      |      |      |      |      |      |      |      |      |      |      |      |      |      |      |      |      |      |      |      |      |      |      |      |      |      |      |      |      |      |      |      |      |      |        |       |         |       |       |       |       |             |       |       |       |       |       |       |               | 3008          | 3008          | 3008          | 3008          | 3008          | 3008          | 3008          | 3008          | 3008          | 3008   | 3008   | 3008   | 3008   | 3008   | 3008   | 3008   | 3008 | 3008 | 3008 | 3008 | 3008 | 3008 | 3008 | 3008 | 3008 | 3008 |
| Compacte MPV          |      |      |      |      |      |      |      |      |      |      |      |      |      |      |      |      |      |      |      |      |      |      |      |      |      |      |      |      |      |      |      |      |      |      |      |      |      |      |      |      |      |      |      |      |        |       |         |       |       |       |       |             |       |       |       |       |       |       | 5008          |               |               |               |               |               |               |               |               |               |        |        |        |        |        |        |        |      |      |      |      |      |      |      |      |      |      |
| Compacte MPV          |      |      |      |      |      |      |      |      |      |      |      |      |      |      |      |      |      |      |      |      |      |      |      |      |      |      |      |      |      |      |      |      |      |      |      |      |      |      |      |      |      |      |      |      |        |       |         |       |       |       |       | Partner MPV |       |       |       |       |       |       |               |               |               |               |               |               |               |               |               |               |        |        |        |        |        |        |        |      |      |      |      |      |      |      |      |      |      |
| Compacte MPV          |      |      |      |      |      |      |      |      |      |      |      |      |      |      |      |      |      |      |      |      |      |      |      |      |      |      |      |      |      |      |      |      |      |      |      |      |      |      |      |      |      |      |      |      |        |       |         |       |       |       |       |             |       |       |       |       |       |       | Partner Tepee | Partner Tepee | Partner Tepee | Partner Tepee | Partner Tepee | Partner Tepee | Partner Tepee | Partner Tepee | Partner Tepee | Partner Tepee | Rifter | Rifter | Rifter | Rifter | Rifter | Rifter | Rifter |      |      |      |      |      |      |      |      |      |      |
| Full-size MPV         |      |      |      |      |      |      |      |      |      |      |      |      |      |      |      |      |      |      |      |      |      |      |      |      |      |      |      |      |      |      |      |      |      |      |      |      |      |      |      |      |      |      |      |      | 806    | 806   | 806     | 806   | 806   | 806   | 806   | 806         | 807   | 807   | 807   | 807   | 807   | 807   | 807           | 807           | 807           | 807           | 807           | 807           | 807           |               |               |               |        |        |        |        |        |        |        |      |      |      |      |      |      |      |      |      |      |
| Compacte SUV          |      |      |      |      |      |      |      |      |      |      |      |      |      |      |      |      |      |      |      |      |      |      |      |      |      |      |      |      |      |      |      |      |      |      |      |      |      |      |      |      |      |      |      |      |        |       |         |       |       |       |       |             |       |       |       |       |       |       |               |               |               |               |               | 2008          | 2008          | 2008          | 2008          | 2008          | 2008   | 2008   | 2008   | 2008   | 2008   | 2008   | 2008   |      |      |      |      |      |      |      |      |      |      |
| SUV                   |      |      |      |      |      |      |      |      |      |      |      |      |      |      |      |      |      |      |      |      |      |      |      |      |      |      |      |      |      |      |      | P4   | P4   | P4   | P4   |      |      |      |      |      |      |      |      |      |        |       |         |       |       |       |       |             |       |       |       |       |       | 4007  | 4007          | 4007          | 4007          | 4007          |               |               |               |               |               |               |        |        |        |        |        |        |        |      |      |      |      |      |      |      |      |      |      |
| Bestelwagen           | D3   | D3   | D3   | D3   | D3   | D4   | D4   | D4   | D4   | D4   | D4   | D4   | D4   | D4   | D4   | J7   | J7   | J7   | J7   | J7   | J7   | J7   | J7   | J7   | J7   | J7   | J7   | J7   | J7   | J7   | J7   | J9   | J9   | J9   | J9   | J9   | J9   | J9   | J9   | J9   | J9   | J9   | J9   | J9   | J9     | J9    | J9      | J9    | J9    | J9    | J9    | J9          | J9    | J9    | J9    | J9    | J9    | J9    | J9            | J9            |               |               |               |               |               |               |               |               |        |        |        |        |        |        |        |      |      |      |      |      |      |      |      |      |      |
| Bestelwagen           |      |      |      |      |      |      |      |      |      |      |      |      |      |      |      |      |      |      |      |      |      |      |      |      |      |      |      |      |      |      |      | J5   | J5   | J5   | J5   | J5   | J5   | J5   | J5   | J5   | J5   | J5   | J5   | J5   | Boxer  | Boxer | Boxer   | Boxer | Boxer | Boxer | Boxer | Boxer       | Boxer | Boxer | Boxer | Boxer | Boxer | Boxer | Boxer         | Boxer         | Boxer         | Boxer         | Boxer         | Boxer         | Boxer         | Boxer         | Boxer         | Boxer         | Boxer  | Boxer  | Boxer  | Boxer  | Boxer  | Boxer  | Boxer  |      |      |      |      |      |      |      |      |      |      |
| Bestelwagen           |      |      |      |      |      |      |      |      |      |      |      |      |      |      |      |      |      |      |      |      |      |      |      |      |      |      |      |      |      |      |      |      |      |      |      |      |      |      |      |      |      |      |      |      |        |       |         |       |       |       |       |             |       |       |       |       |       |       | Bipper        |               |               |               |               |               |               |               |               |               |        |        |        |        |        |        |        |      |      |      |      |      |      |      |      |      |      |
| Bestelwagen           |      |      |      |      |      |      |      |      |      |      |      |      |      |      |      |      |      |      |      |      |      |      |      |      |      |      |      |      |      |      |      |      |      |      |      |      |      |      |      |      |      |      |      |      |        |       | Partner |       |       |       |       |             |       |       |       |       |       |       |               |               |               |               |               |               |               |               |               |               |        |        |        |        |        |        |        |      |      |      |      |      |      |      |      |      |      |
| Bestelwagen           |      |      |      |      |      |      |      |      |      |      |      |      |      |      |      |      |      |      |      |      |      |      |      |      |      |      |      |      |      |      |      |      |      |      |      |      |      |      |      |      |      |      |      |      | Expert |       |         |       |       |       |       |             |       |       |       |       |       |       |               |               |               |               |               |               |               |               |               |               |        |        |        |        |        |        |        |      |      |      |      |      |      |      |      |      |      |
| Bestelwagen           |      |      |      |      |      |      |      |      |      |      |      |      |      |      |      |      |      |      |      |      |      |      |      |      |      |      |      |      |      |      |      |      |      |      |      |      |      |      |      |      |      |      |      |      |        |       |         |       |       |       |       |             |       |       |       |       |       |       |               |               |               |               |               |               | Traveller     |               |               |               |        |        |        |        |        |        |        |      |      |      |      |      |      |      |      |      |      |

## Modellenhistorie

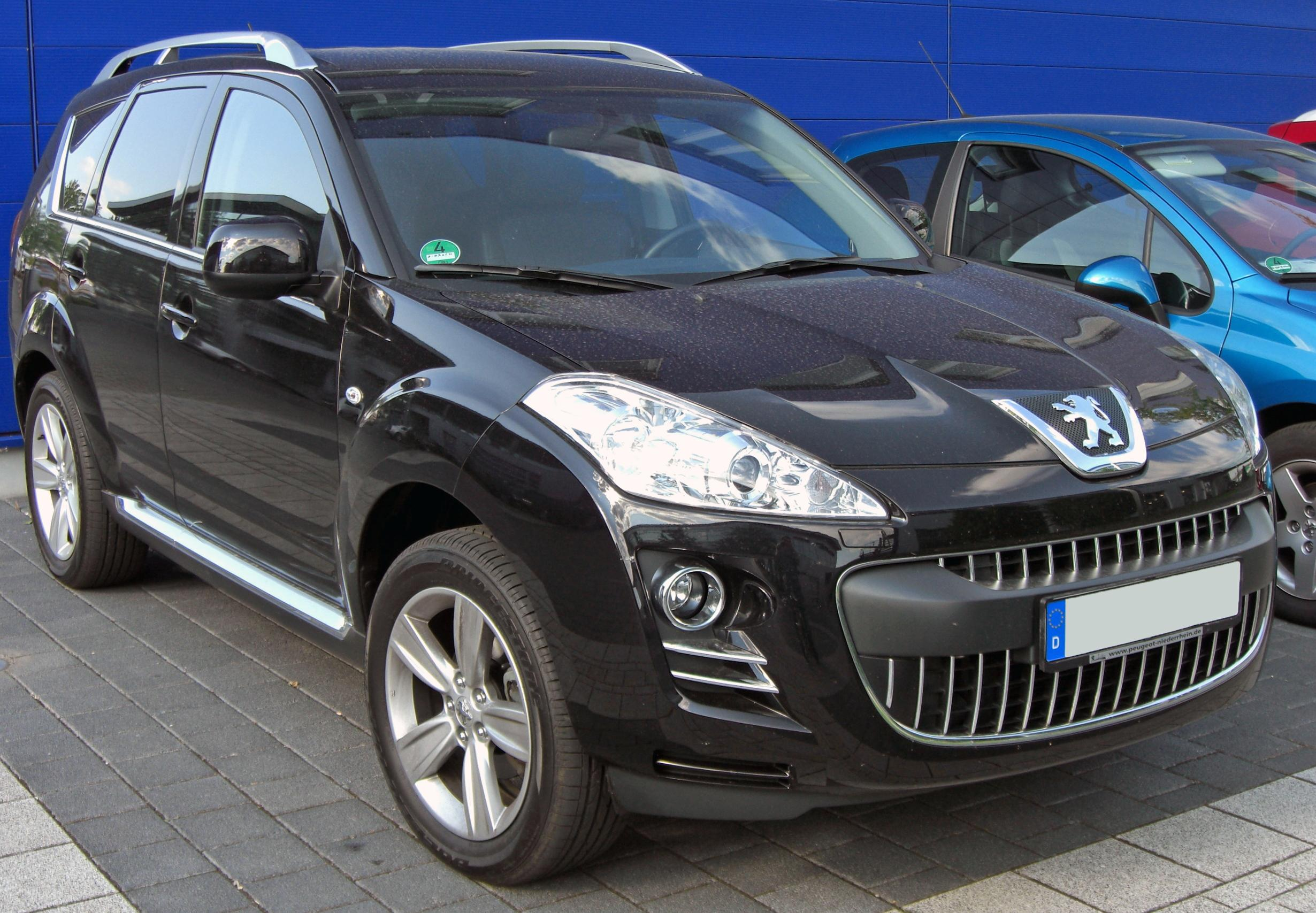
Peugeot 4007

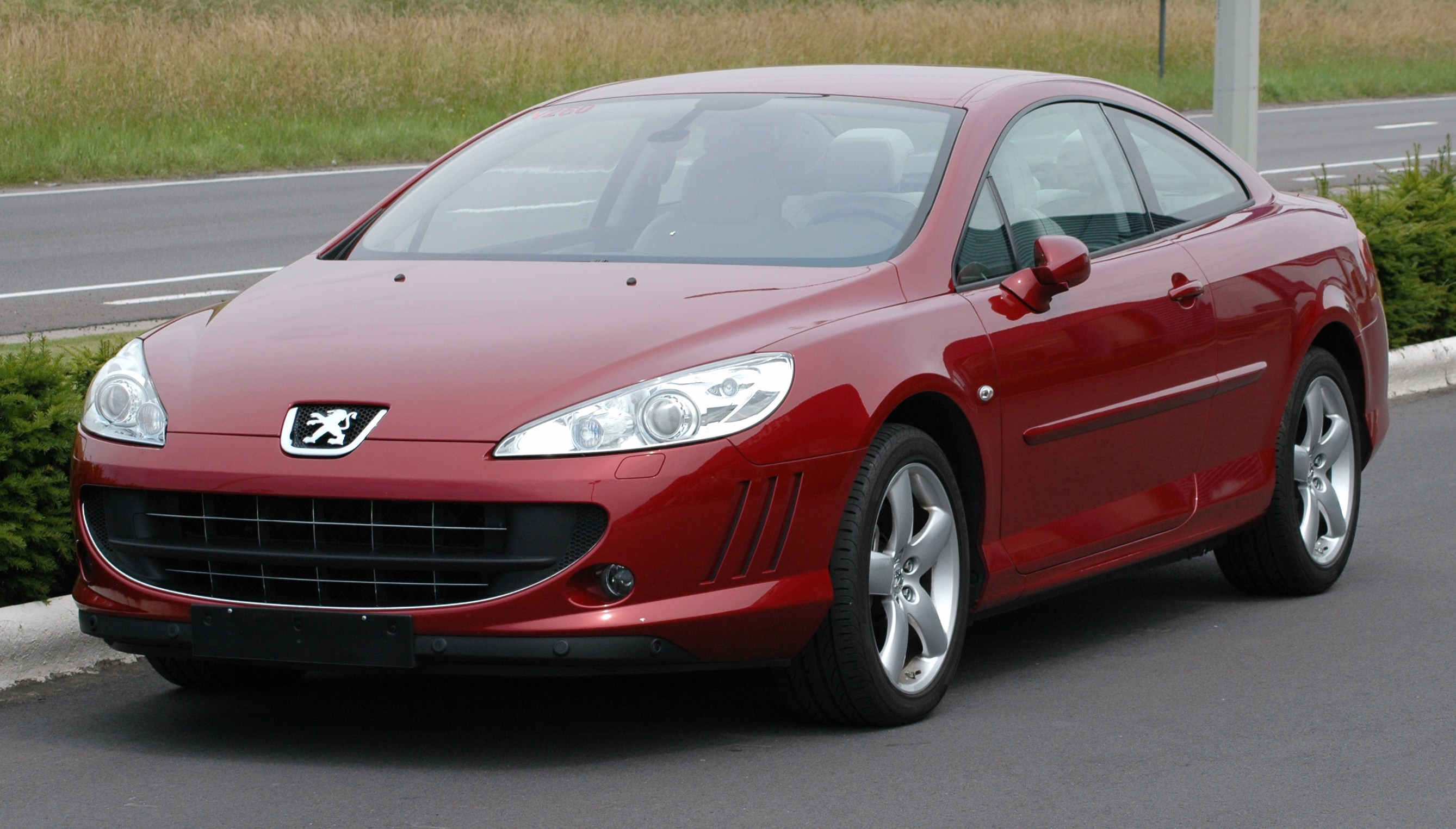
Peugeot 407 Coupé

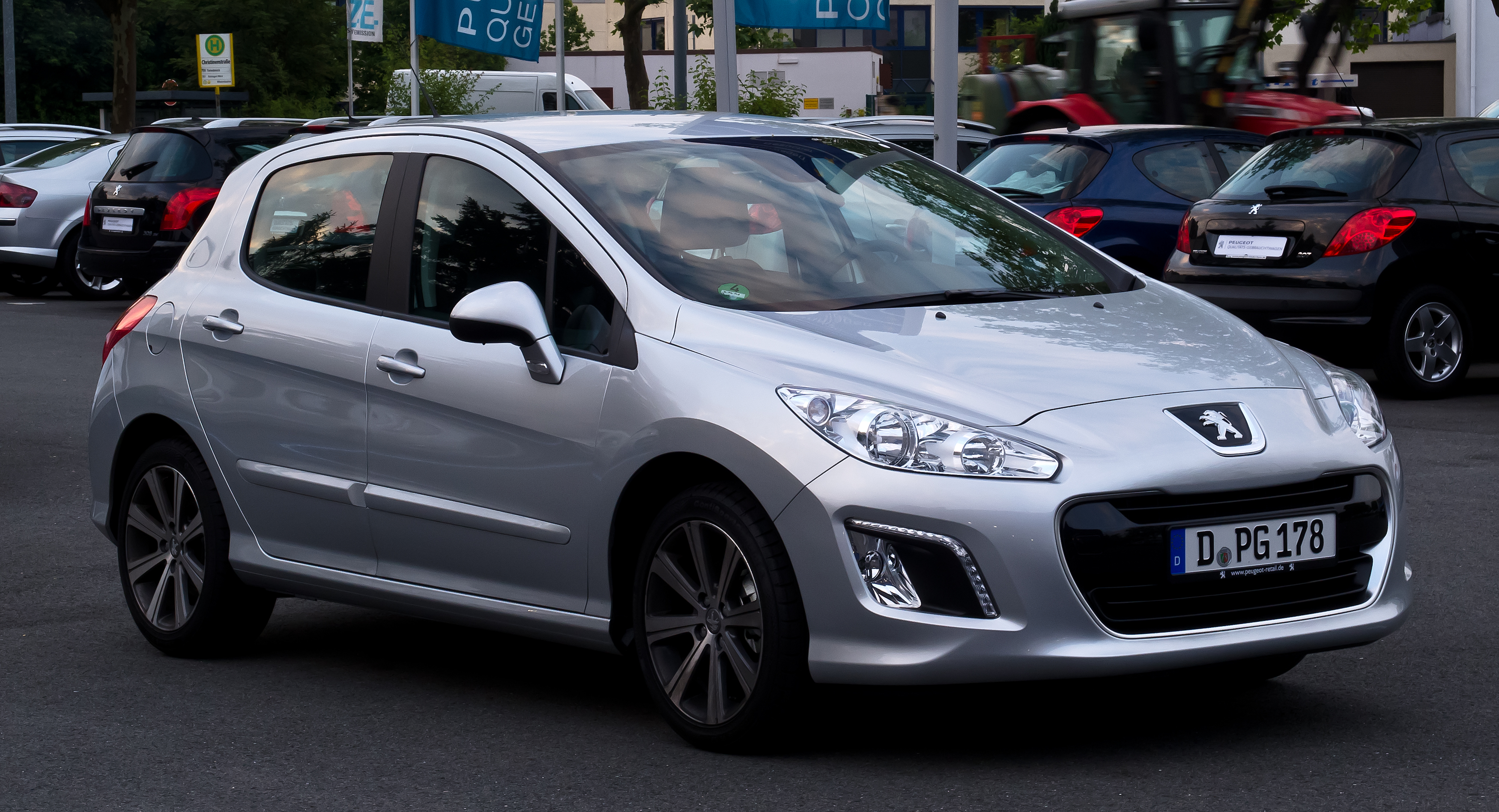
Peugeot 308

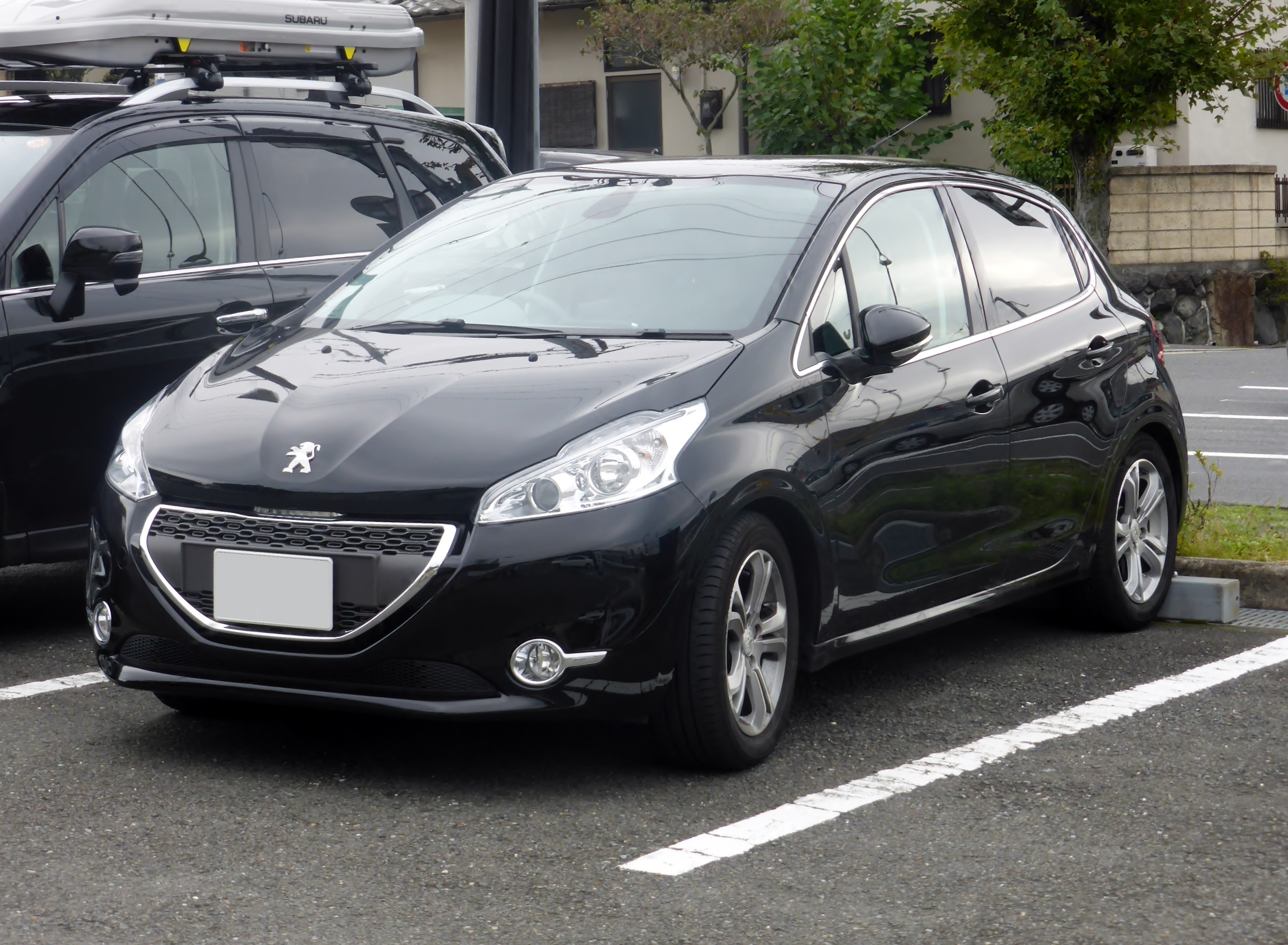
Peugeot 208

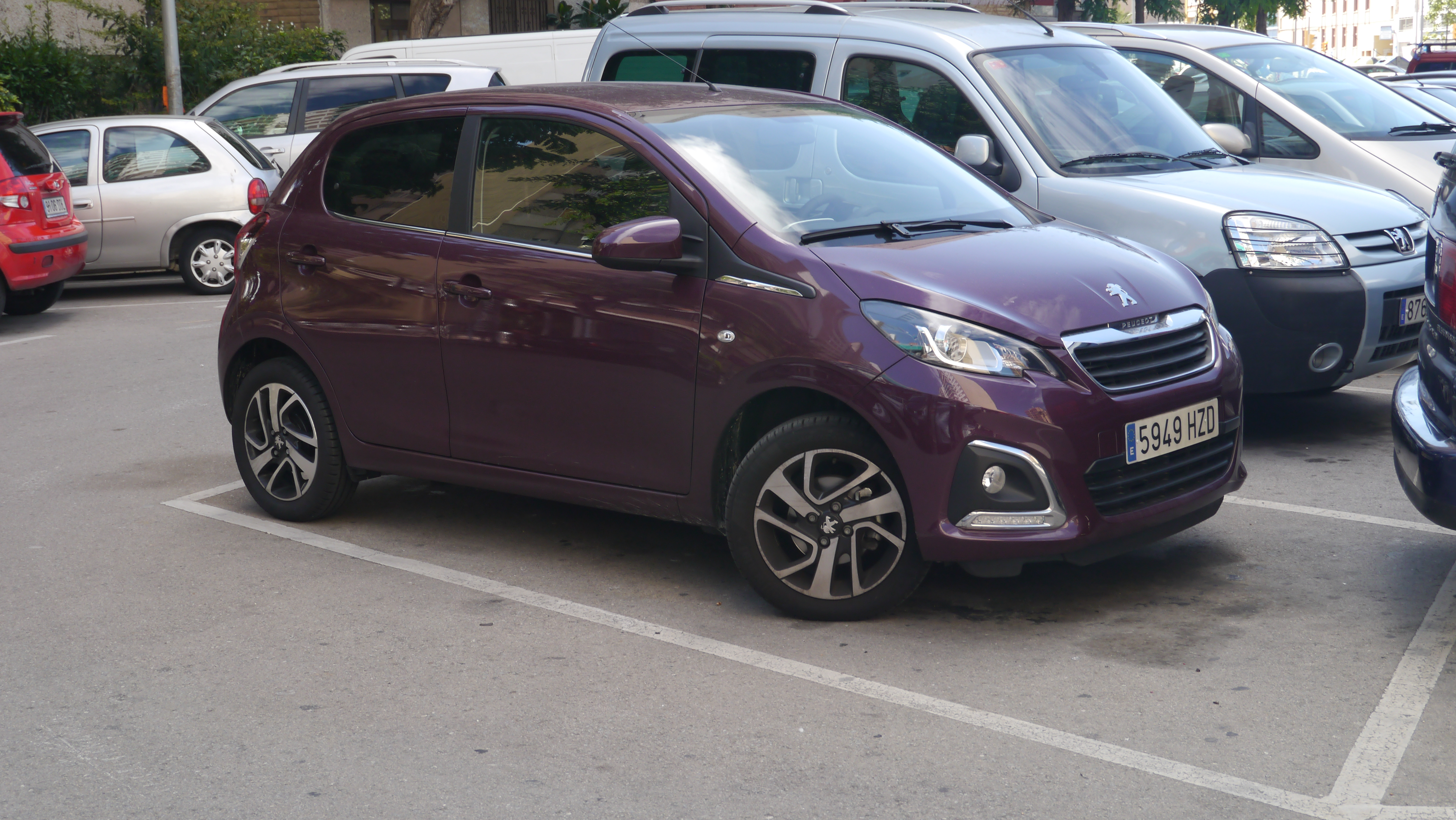
Peugeot 108

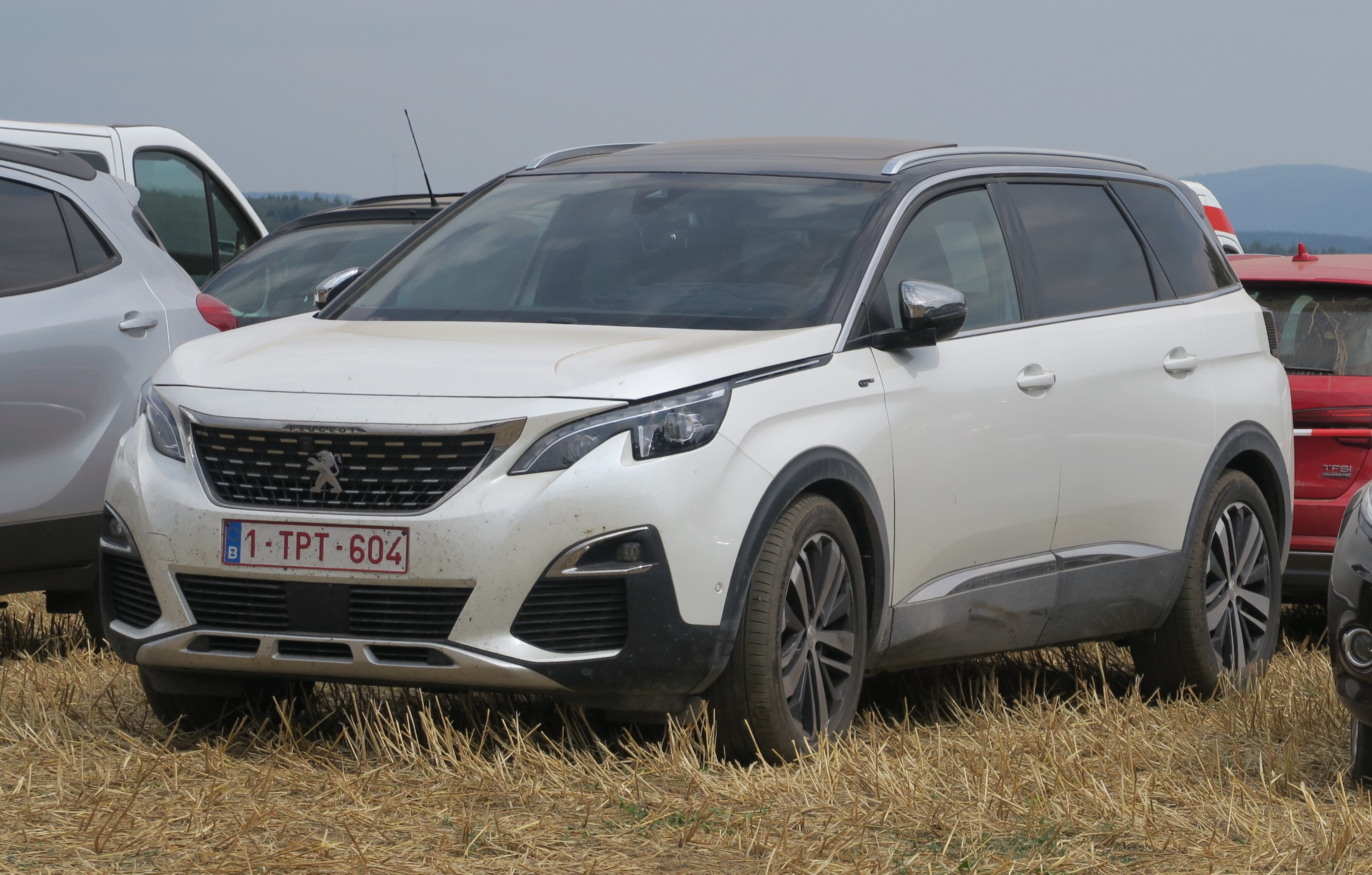
Peugeot 5008

### Huidige modellen

#### Personenauto's
Zie Tijdlijn automodellen hierboven

#### Ludospace
- Rifter

#### Bedrijfswagens
- Boxer
- Expert
- Partner

#### Pick-ups
- Landtrek

### Vorige modellen

#### Personenauto's
Zie Tijdlijn automodellen hierboven

#### Bedrijfswagens
- J4
- J5
- J7
- J9
- D3
- D3A
- D4
- D4A

#### Vrachtwagens
- DMA

### Historische modellen
- Type 1
- Type 2
- Type 3
- Type 4
- Type 5
- Type 6

### Conceptauto's
- 308 RCZ
- 907
- 908 RC
- 916
- Proxima
- Onyx
- Oxia
- BB1
- EX1
- e-Legend
- HR1
- SR1

## Autosport

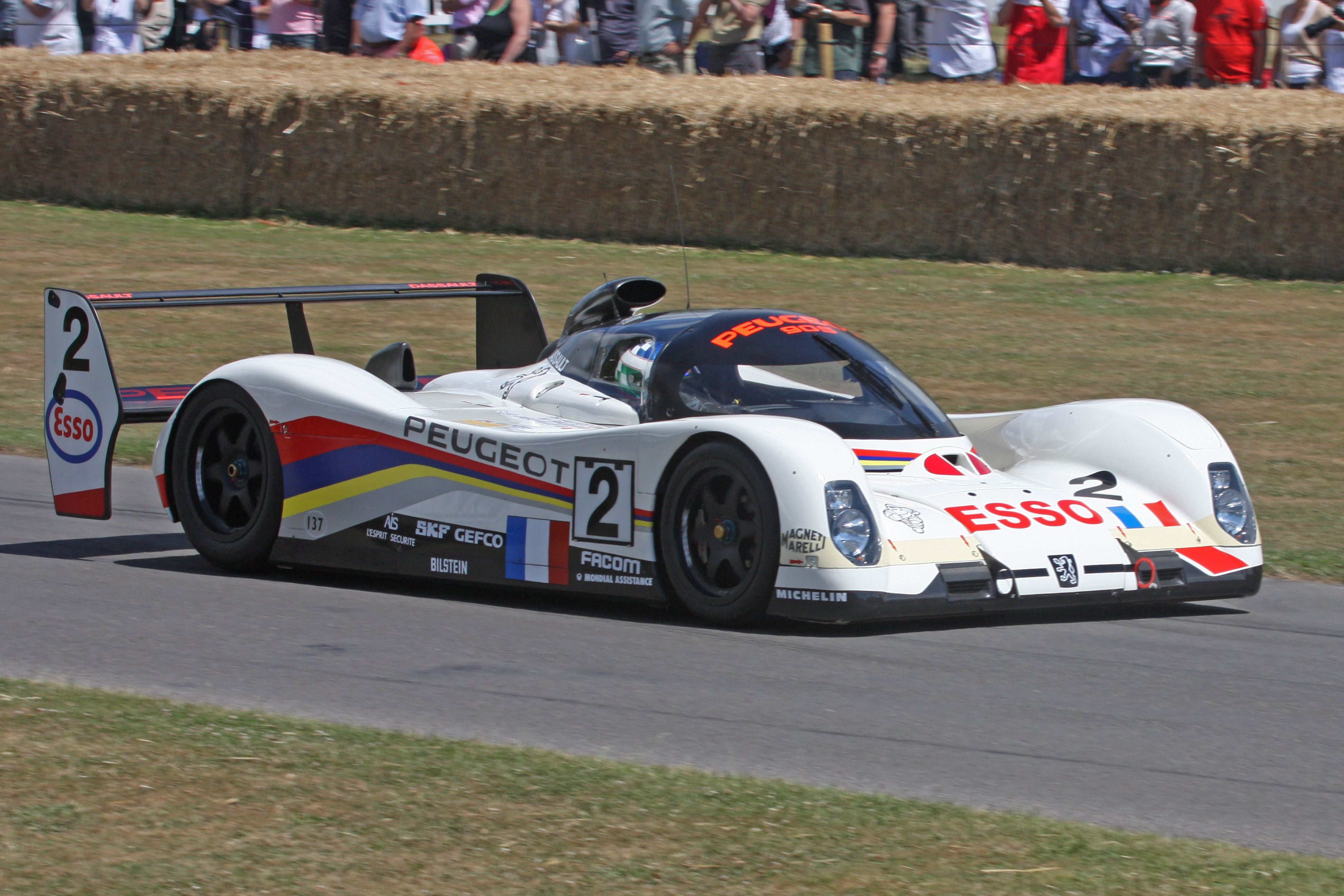
Peugeot 905 Evo 1B, winnaar van 24 uur van Le Mans 1992

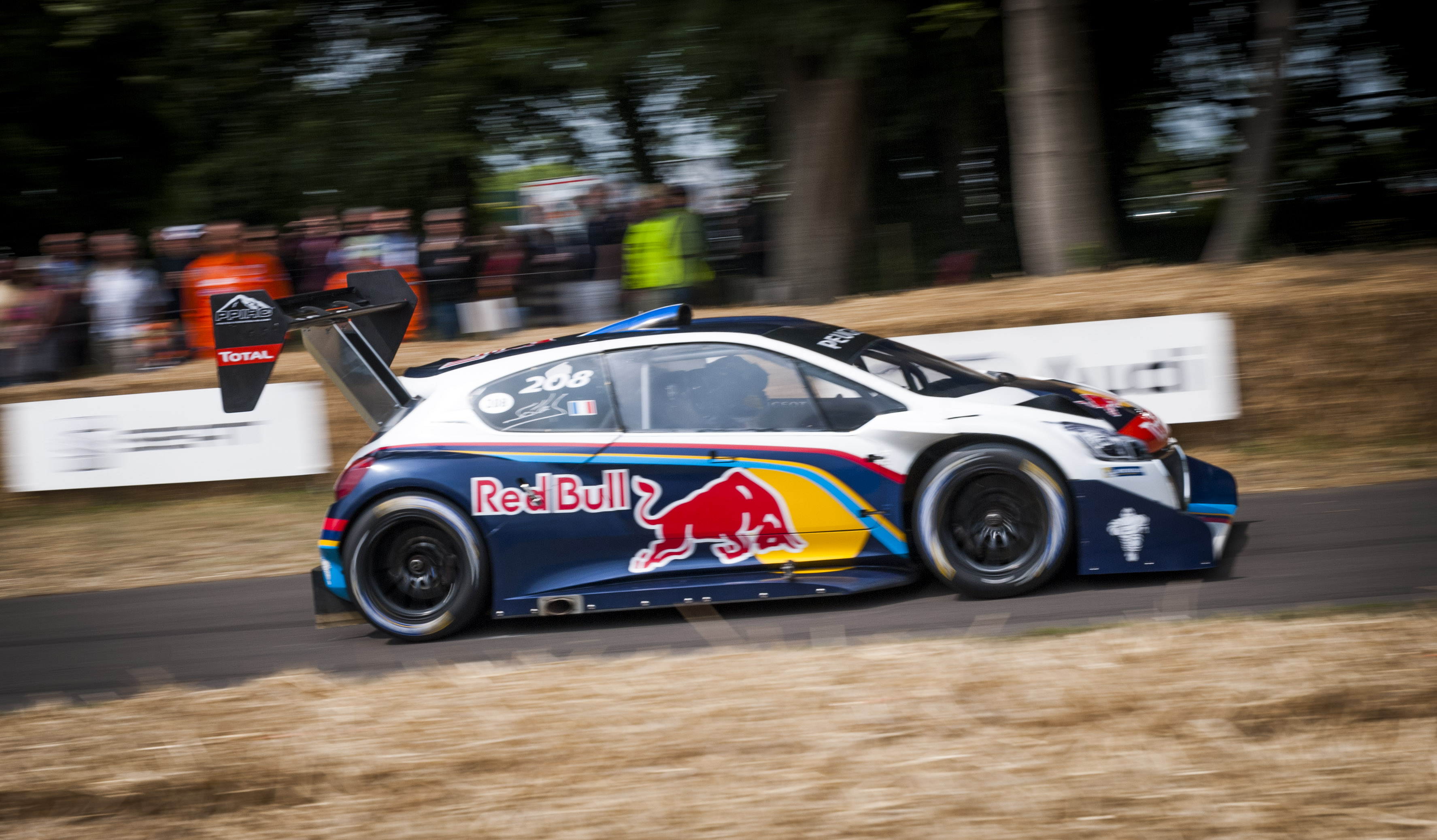
Peugeot 208 T16 Pikes Peak

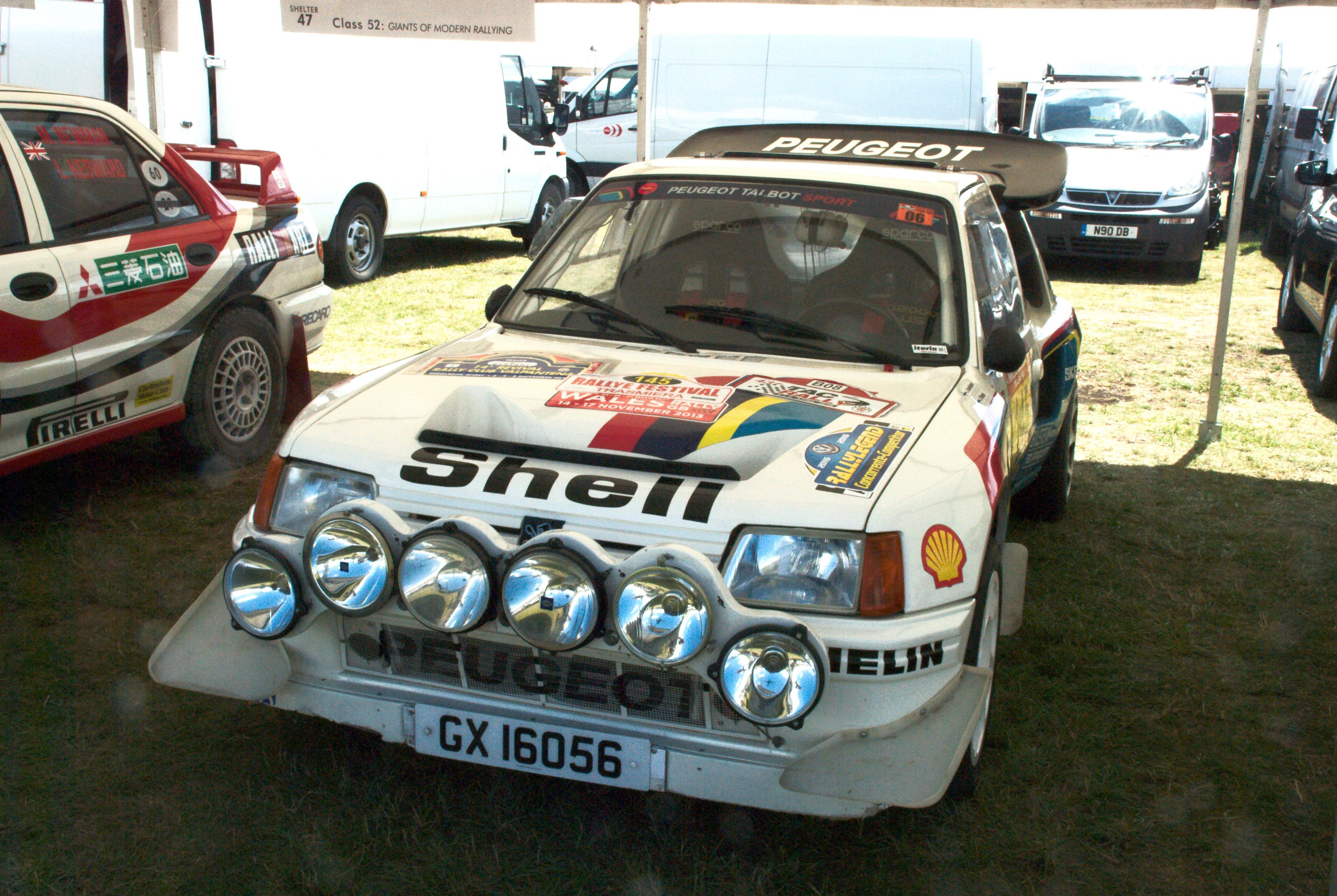
Peugeot 205 T16

Peugeot is al jarenlang actief in de autosport via zijn dochteronderneming Peugeot Sport. Peugeot heeft vooral jarenlange ervaring in rallysport - maar ook in andere raceklassen zoals de 24 uur van Le Mans. In 1913 won Peugeot als de eerste Europese en Franse autofabrikant de Indianapolis 500. Met de 205 T16 won Peugeot in 1985 en 1986 beide het rijders- en constructeurskampioenschap rally. In 1990 deed Peugeot voor het eerst mee aan de 24 uur van Le Mans met de 905, waarmee ze deze beruchte Franse endurancerace in 1992 en 1993 wonnen.
Na hun succes op Le Mans, stapte Peugeot over naar de Formule 1. Peugeot ging in zee met McLaren, maar de samenwerking stopte al na één jaar. Tussen 1995 en 1997 leverde Peugeot motoren aan Jordan Grand Prix, en tussen 1998 en 2000 aan Prost Grand Prix. Na een slecht seizoen in 2000 - mede door de onbetrouwbaarheid - besloot Peugeot zich terug te trekken uit de F1 en zijn ze daar sindsdien niet meer verschenen.
In 2007 keerde Peugeot terug op Le Mans met de dieselaangedreven 908 HDi FAP, waarmee ze het concurrent Audi moeilijk moesten maken. Uiteindelijk wonnen ze de 24 uur van Le Mans in 2009, met Marc Gene, Alexander Wurz en David Brabham. In 2011 werd deze racewagen opgevolgd door de 908. In 2012 trok het Franse automerk zich terug uit de 24 uur van Le Mans, ondanks dat ze de 908 HYbrid4 presenteerden. Peugeot heeft inmiddels bekendgemaakt vanaf 2022 weer mee te doen aan de langeafstandsracerij in het WEC, in de zogenoemde Hypercar-klasse (LMH).
Ook heeft Peugeot een roemruchte geschiedenis in Dakar. Tegenwoordig doen ze mee met de 3008 DKR.
Daarnaast deed Peugeot weer met de 207 S2000 in de rallysport, die later opgevolgd werd door de 208 T16. Van laatstgenoemde is in 2013 ook een Pikes Peak-versie voorgesteld met circa 900 pk. Rallyrijder Sebastién Loeb zette hiermee in datzefde jaar een nieuwe recordtijd van de Pikes Peak International Hill Climb neer.

### Automodellen

#### Le Mans
- 905
- 905B
- 908 HDi FAP
- 908
- 9x8

#### Rally
- 106 Maxi
- 205 T16
- 206 WRC
- 207 S2000
- 208 R5
- 208 T16
- 208 T16 Pikes Peak
- 306 Maxi
- 307 WRC
- 3008 DKR
- 405 T16 Pikes Peak
- 405 T16 Dakar

## PSE
Vanaf 2020 is er ook een sportafdeling genoemd naar Peugeot Sport; deze heet PSE, voluit Peugeot Sport Engineered. Deze vervangt de GTI-modellenlijn en de modellen worden grotendeels voorzien van plug-in-hybride techniek.

### Modellen van PSE
- 508 PSE

## Trivia
- Peugeot is de op één na de oudste bestaande autoproducent, na Daimler-Benz.
- De leeuw, een dier uit de kattenfamilie, is het handelsmerk van Peugeot. Op 20 november 1858 vroeg Émile Peugeot het handelsmerk aan.
- Naast pepermolens produceert het bedrijf ook zoutmolens, kurkentrekkers voor wijnflessen, bestek, tafelgerei en ander keuken-, tafel- en serviesgerei.